# Achterbahnelemente
Im Achterbahnbau sind heute viele Fahrelemente möglich. Da für viele Exportprojekte keine adäquaten deutschsprachigen Begriffe geprägt wurden, sind meist englische Ausdrücke gebräuchlich.
Oft werden Begriffe des Kunstflugs verwendet, da die Wagen in einigen Elementen ähnliche Figuren abfahren, wie ein Kunstflieger sie fliegt.

## Lifthill

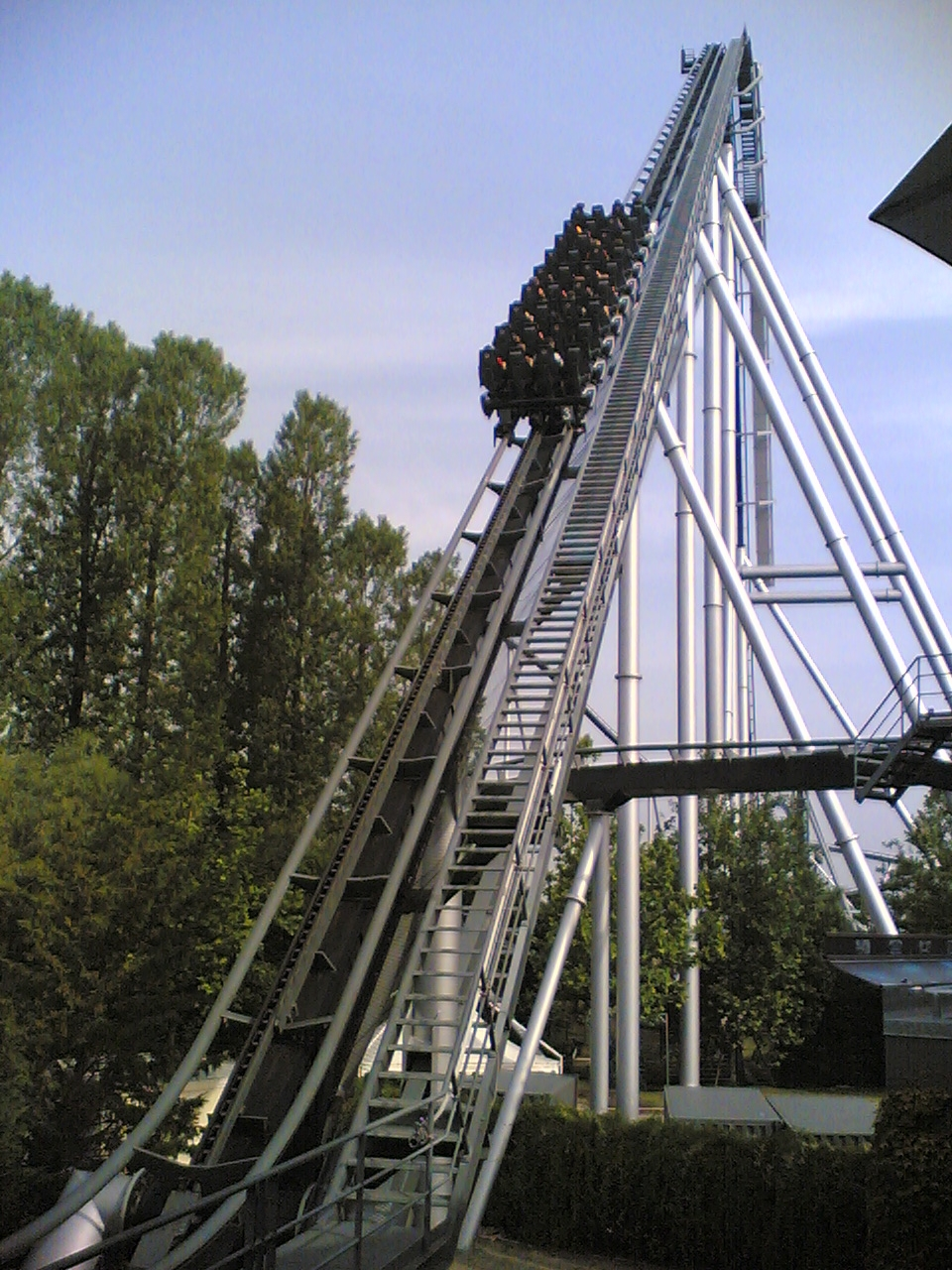
Kettenlift des Silver Star im Europa-Park

Der Lifthill [lɪfthɪl] (wörtlich übersetzt: Aufzugshügel) ist ein Element des Streckenaufbaus der meisten Achterbahnen, es ist die Auffahrt zur ersten Abfahrt. Durch das Hinaufbefördern des Wagens oder Zuges auf den Lifthill erhält dieser die Lageenergie, die für das Durchfahren der Strecke benötigt wird. Ein Lifthill kann mit Kettenzug, Reibradantrieb, Seilzug oder als Trommellift betrieben werden.
KettenzugDer Kettenzug befördert die Züge mit einer Förderkettenschleife den Lifthill hinauf. Ein Mitnehmer am Wagen oder Zug, der sogenannte Chain-Dog, hakt sich in die Kette ein und wird mitgezogen. Der Kettenlift ist die gebräuchlichste Form des Antriebs bei Achterbahnen. Bis auf wenige Ausnahmen (z. B. Jetline) sind Kettenlifte konstruktionsbedingt als gerade Rampe ausgeführt.
ReibräderEine andere Variante ist es, den Zug mittels unter den Wagen angebrachter Schwerter durch Reibräder (Friction-Wheels), die auf beiden Seiten zwischen den Achterbahnschienen befestigt sind, nach oben zu schieben. Diese Methode lässt auch Bögen während der Auffahrt zu, wie es beim Olympia Looping der Fall ist. Nachteilig erscheinen bei dieser Methode jedoch sowohl ein erhöhter Verschleiß der Reibräder als auch ein konstruktiver Mehraufwand, da jedes Reibrad durch entsprechende Motoren oder Kardanelemente in Drehung versetzt werden muss.
SeilzugDer Seilzug wird vor allem bei größeren Achterbahnen des Herstellers Intamin angewandt. Bei einem Seilzug wird ein Schlitten am Zug eingeklinkt und mit einem Seil nach oben gezogen. Züge können auf diese Weise mit einer Geschwindigkeit von bis zu 4,5 m/s transportiert werden. Dieses System wird aber nur noch selten gebaut, da es eine begrenzte Anzahl an Zügen abfertigen kann. Der Schlitten muss nach jeder Auffahrt wieder zurück, was Zeit in Anspruch nimmt. Mittlerweile können Kettenzüge ähnlich hohe Geschwindigkeiten erreichen.
TrommelliftBei einem Trommellift ist das Gleis spiralförmig um einen zentralen Drehkörper gewunden. An den Zügen ragen seitlich Mitnehmer heraus, an die eine am Drehkörper befestigte Schiene angreift und so den Zug auf der Spirale nach oben befördert. Nur eine Handvoll Anlagen verfügen über ein solches Liftsystem, darunter z. B. Euro-Mir und Eurosat – CanCan Coaster im Europa-Park, aber auch die Volare-Modelle des Herstellers Zamperla.
RückrollsicherungDas Klackern, welches vielfach beim Transport nach oben zu hören ist, wird nicht durch das Transportsystem selbst verursacht, sondern hat Sicherheitsgründe. Um ein mögliches Zurückrollen der Wagen bei einer Betriebsstörung (Zugkettenriss o. ä.) zu verhindern, ist eine Rückrollsicherung vorhanden. Meist sind dabei zwischen den Schienen Stangen mit sägezahnartigen Profilen angebracht, in die ein Haken (Safety-Dog) am Zug einrasten kann (siehe Bild). Bei einigen moderneren Bahnen wird der Haken oft nur ausgelöst, wenn der Zug tatsächlich zurückzurollen droht. Im normalen Betrieb ist er hochgeklappt, um die Lautstärke zu verringern. Je nach Hersteller kommen dafür mehr oder weniger aufwändige Methoden zum Einsatz: Bei Gerstlauer-Fahrzeugen drückt ein kleines Kunststoffteil den Safety-Dog bei normaler Funktion des Lifthills nach oben und verhindert so das typische Klack-Geräusch. Bei den Seilzugliften der Firma Intamin hingegen erzeugt ein Dynamo über ein Laufrad unter dem Zug eine Spannung, welche mittels eines Elektromagneten den Sicherungsbolzen anhebt. Bei zu geringer Liftgeschwindigkeit reicht die erzeugte Spannung nicht mehr aus und der Bolzen fällt in das Sicherheitsprofil. Obwohl solche Systeme den Verschleiß und die Geräuschentwicklung verringern, kommen sie auch bei modernen Anlagen nicht zwangsläufig zum Einsatz. Oftmals ist das Klacken während der Auffahrt erwünscht, da dies als ein traditionelles und typisches Element der Achterbahnfahrt wahrgenommen wird. Eine weitere Art der Rückrollsicherung, welche zum Beispiel von Gerstlauer angeboten wird, beinhaltet bewegliche Bremsschwerter, welche kurz vor dem Zug abgesenkt und direkt nach dem Zug wieder angehoben werden. Bei einem Kettenriss bleibt der Zug somit nicht stehen, sondern rollt langsam nach unten zurück, um eine schnellere Evakuierung zu gewährleisten. (Beispiel: The Smiler in Alton Towers)
Katapultstart

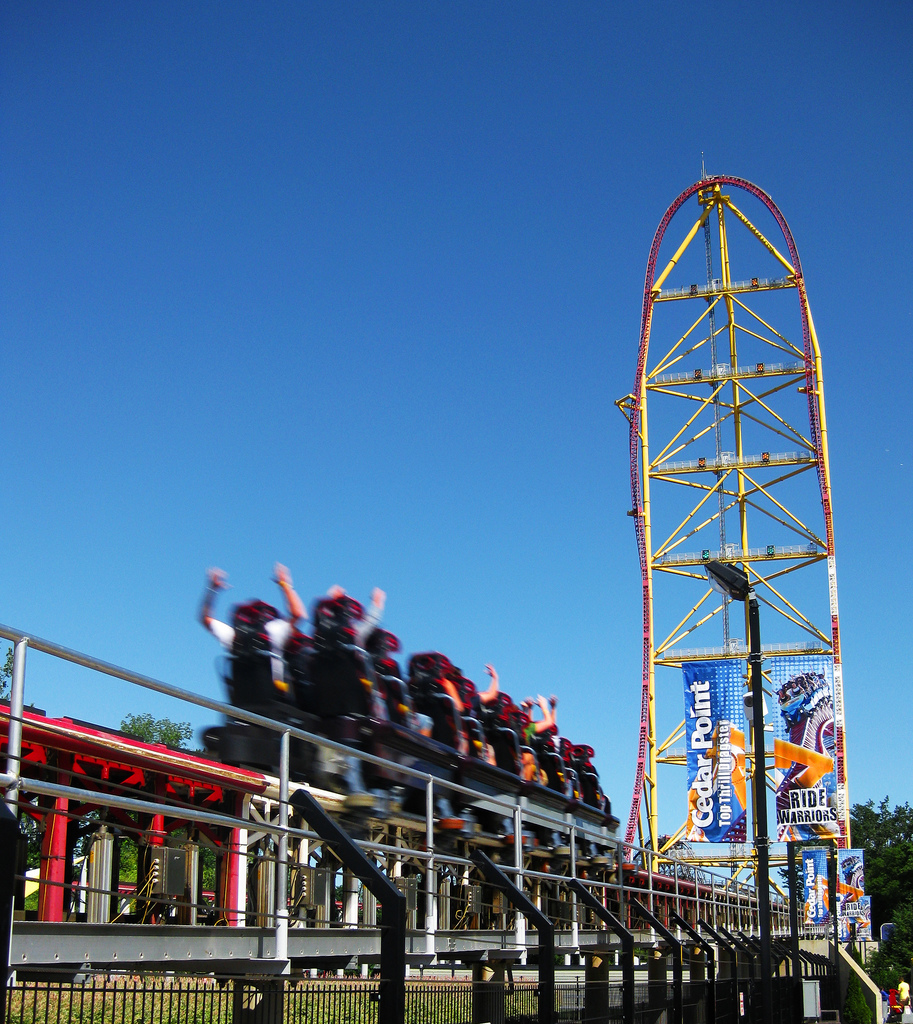
Ein Zug vom Top Thrill Dragster auf dem Launch-Track

Eine weitere Antriebsart von Achterbahnen ist der Katapultstart (englisch Launch). Beim Katapultstart wird der Achterbahnzug aus dem Stand oder fliegend (in Form eines Boost) beschleunigt. Dies erfolgt mittels eines Linearmotors, eines Hydraulikmotors, einer Schwungscheibe, mit Druckluft oder über Reibräder. Bei Hydraulik-, Druckluft- oder Schwungscheiben-Launches wird die Kraft über ein Catchcar, welches an einem Seil an einer Seilwinde befestigt ist, übertragen. Diese Antriebsart sorgt schon beim Beschleunigen für Adrenalin, deshalb werden manchmal Katapultstarts auch als Lifthill genutzt. Ein Beispiel dafür wäre Maverick im Cedar Point, dessen Lifthill mit Linearmotoren betrieben wird.

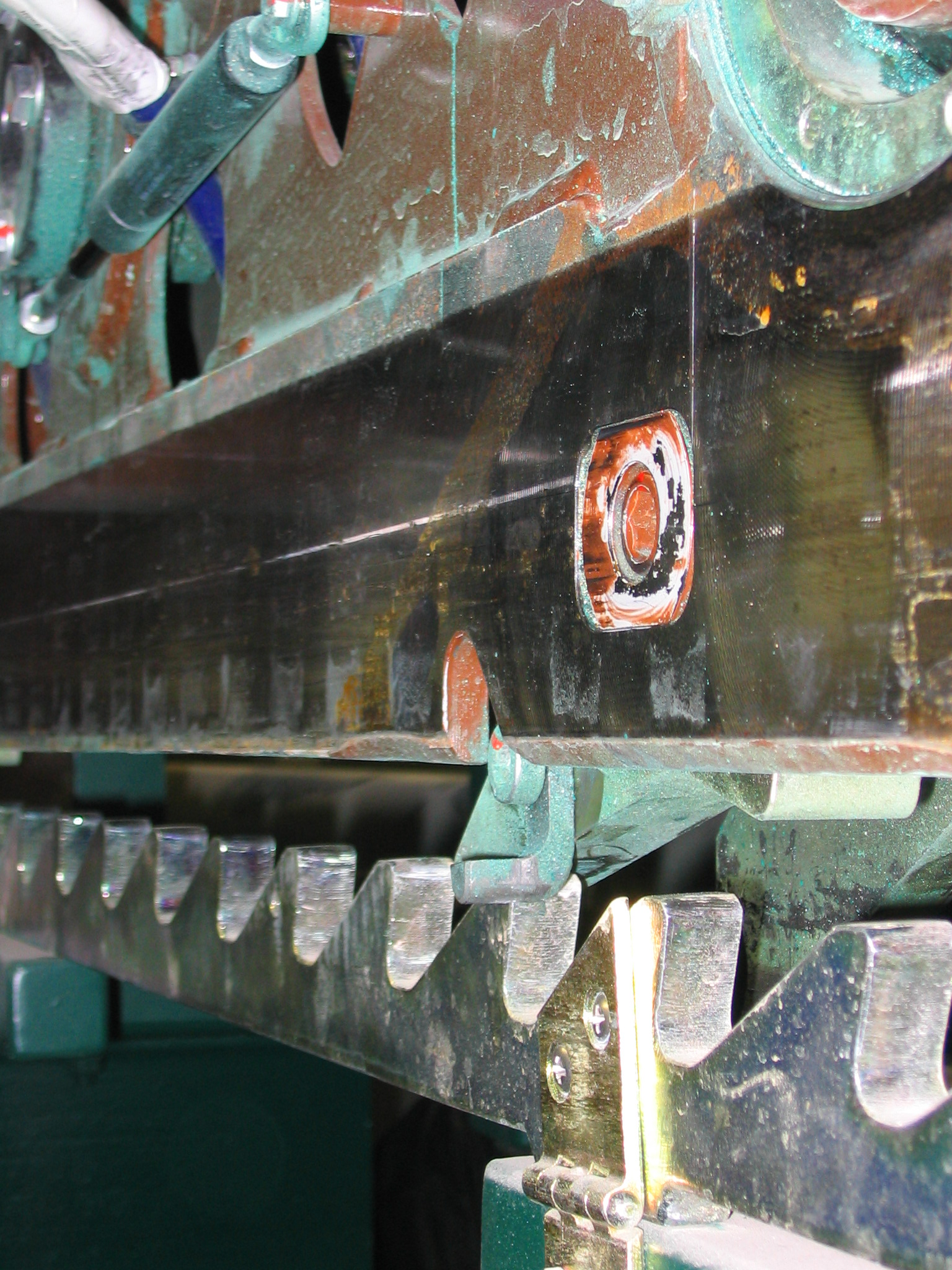
Rückrollsicherung an einem Achterbahnwagen von Gerstlauer

### Auffahrschutz
Neben dem Hochziehen der Züge auf den höchsten Punkt der Achterbahn haben die Lifthills aller Achterbahnen, bei denen es mehr als einen Zug gibt, noch eine weitere Aufgabe, die zur Sicherheit beiträgt: Wenn ein Zug den Lifthill hinaufgezogen wird und der vorausfahrende Zug die erste Blockbremse nach dem Lifthill noch nicht vollständig verlassen hat, dann schaltet die SPS den Antrieb des Lifthills aus, noch bevor der gezogene Zug den höchsten Punkt des Lifthills erreichen kann. Dies ist eine vom TÜV vorgeschriebene Sicherheitsfunktion, die gefährliche Auffahrunfälle verhindern soll, da ein Blockabschnitt so immer vollständig geräumt ist, bevor er vom nächsten Zug durchfahren wird.

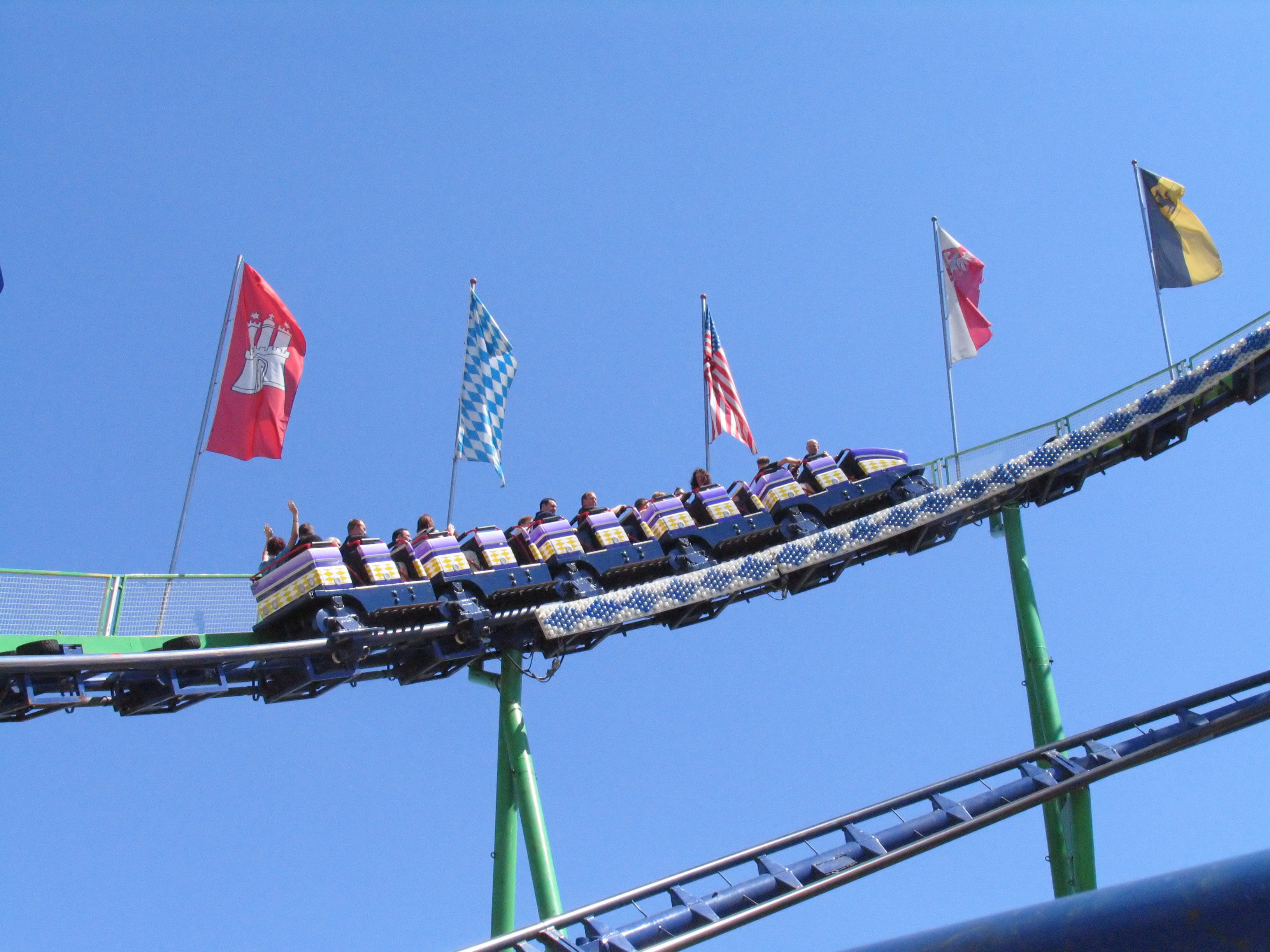
Lifthill der Alpina Bahn mit Kardan-Reibradantrieb
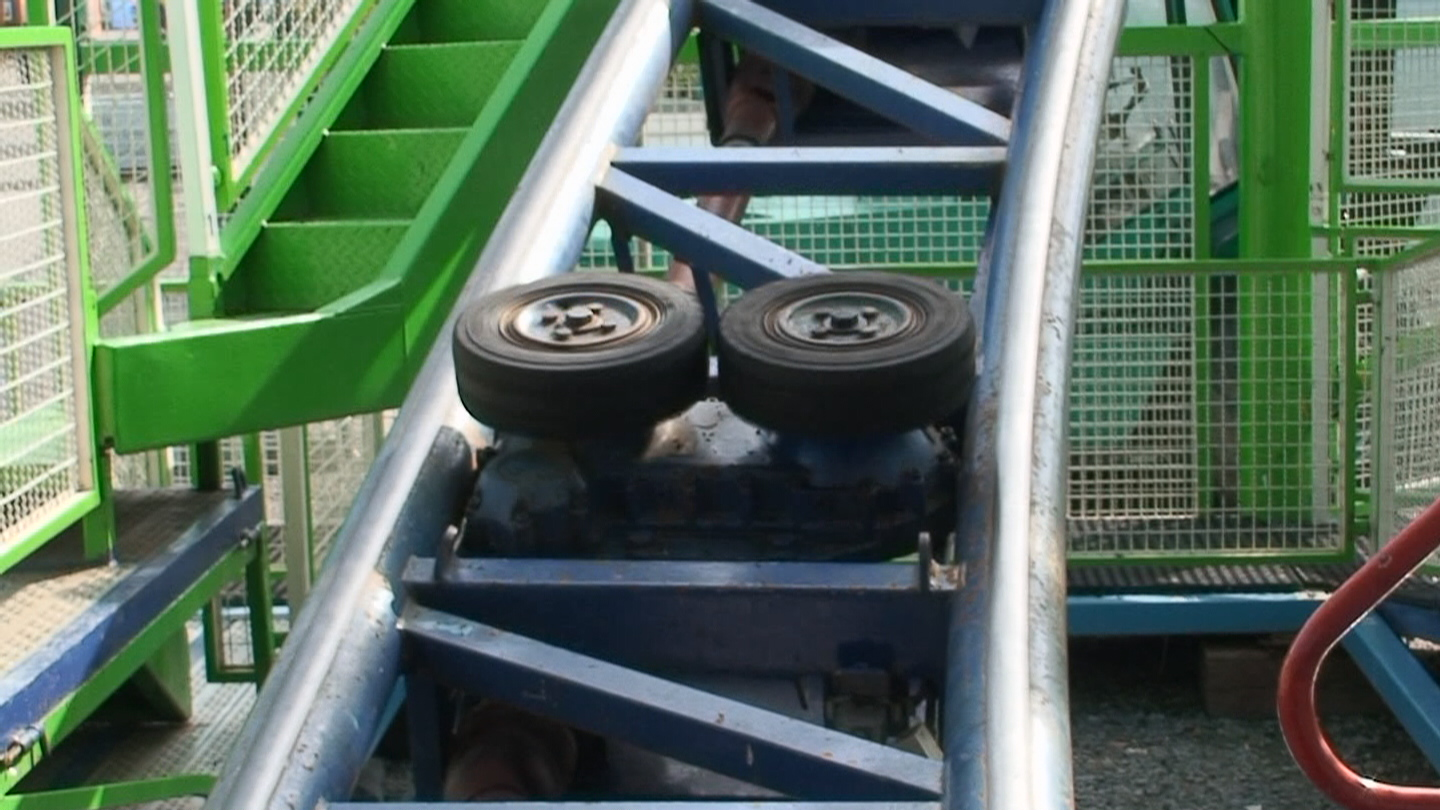
Reibräder der Alpina Bahn im Detail
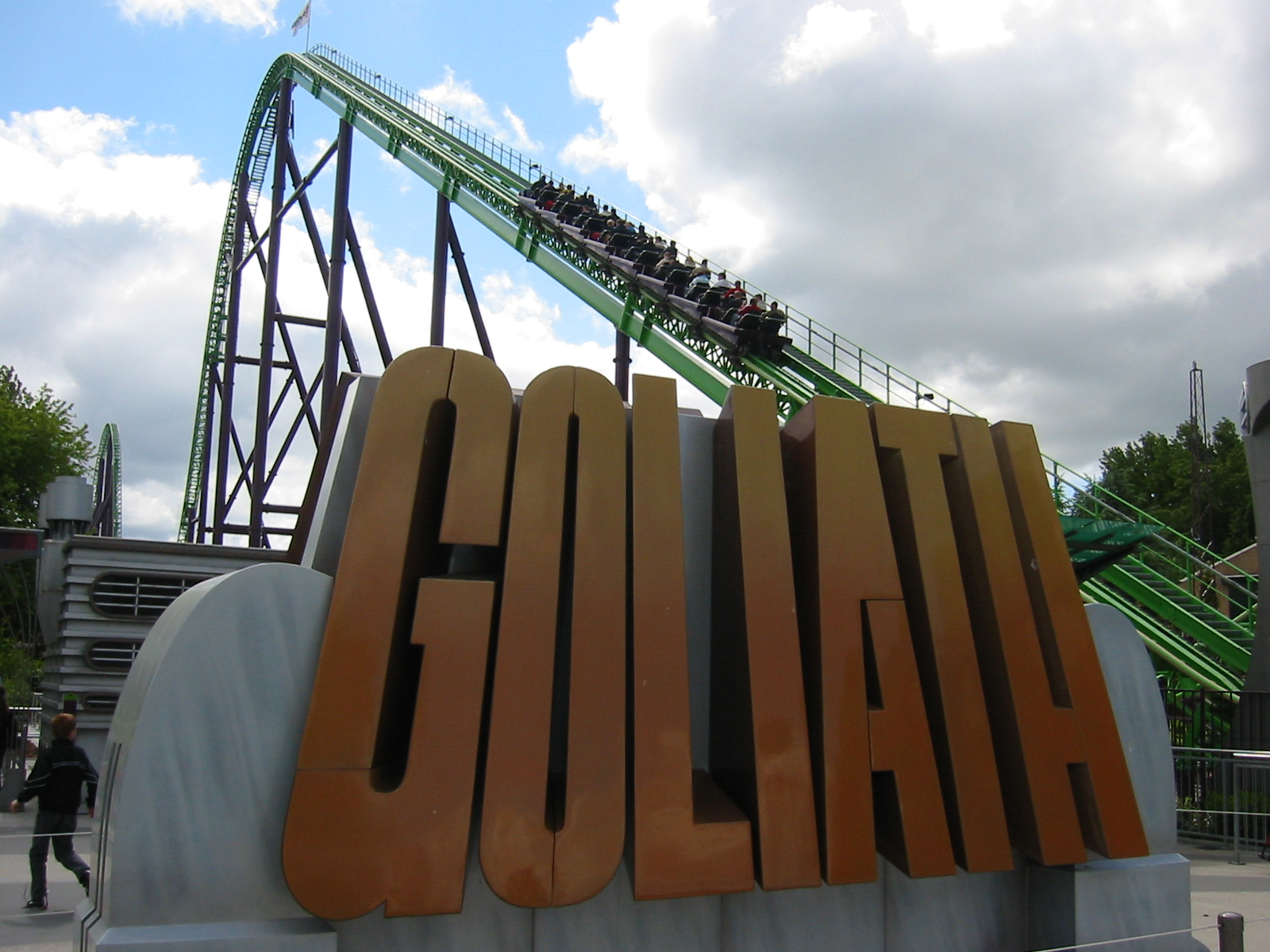
Lifthill mit Seilzug von Goliath im niederländischen Walibi Holland

## Erste Abfahrt

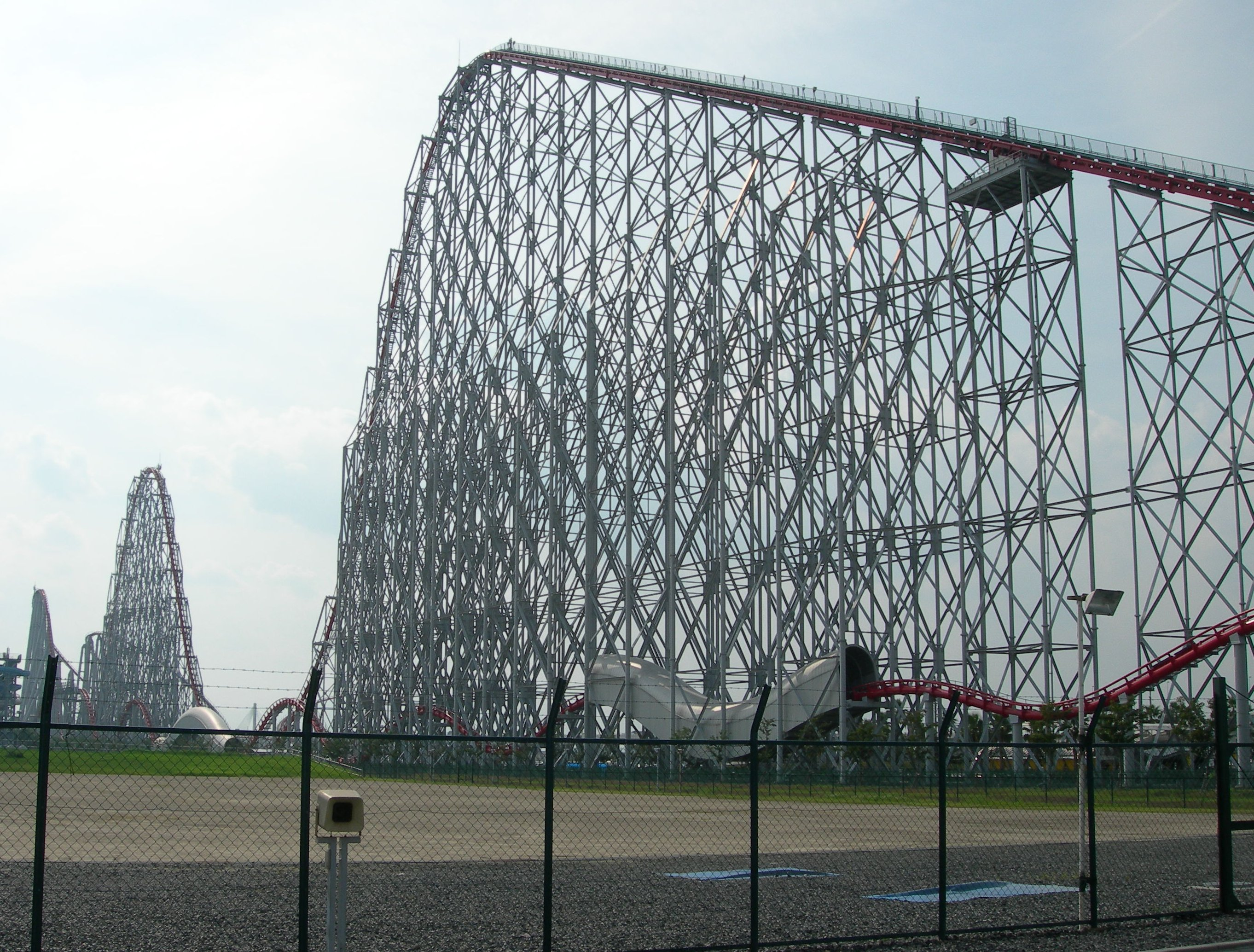
Lifthill und erste Abfahrt von Steel Dragon 2000 im Nagashima Spa Land
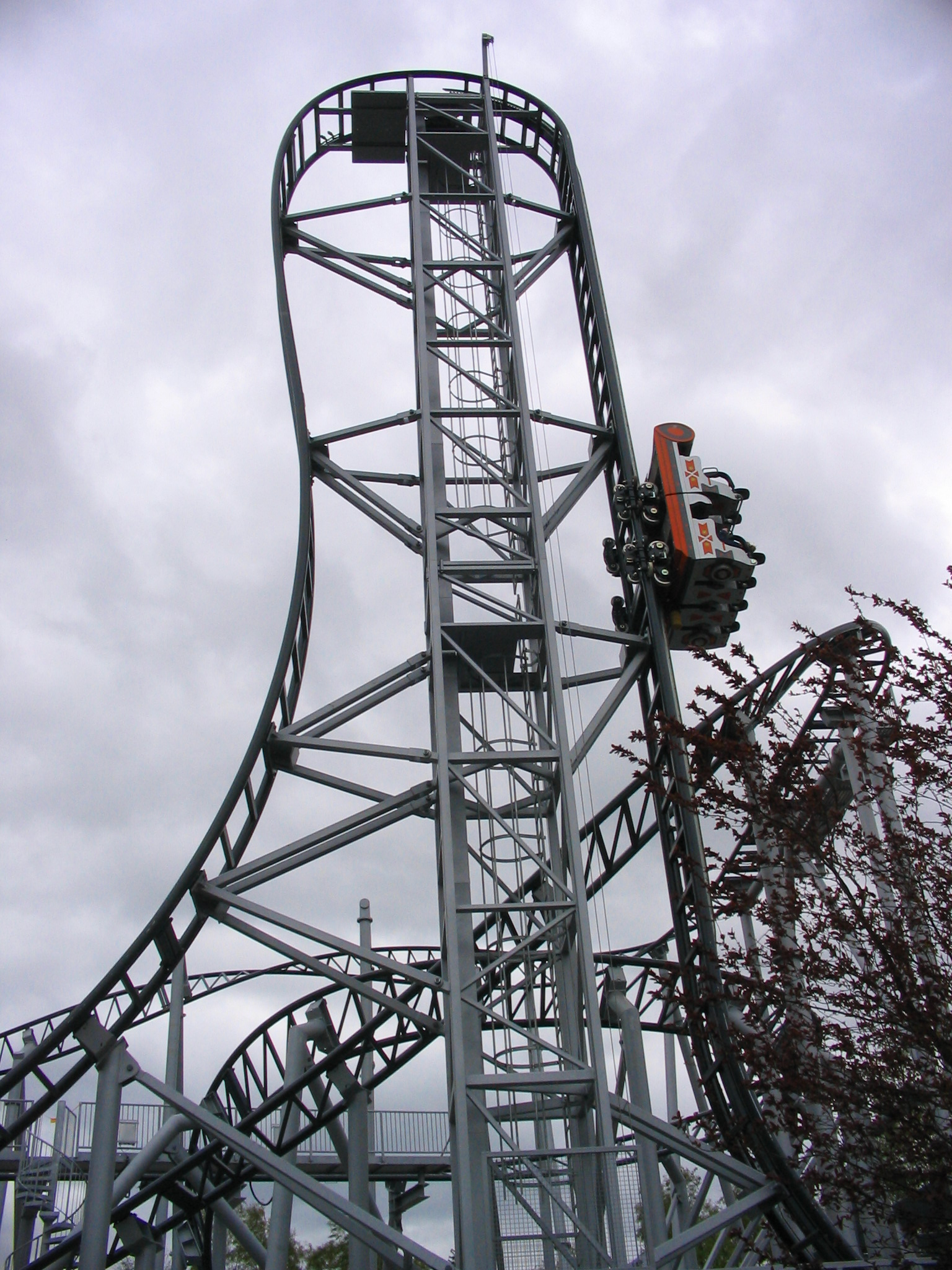
Lift und erste Abfahrt des Euro-Fighters Typhoon im belgischen Bobbejaanland
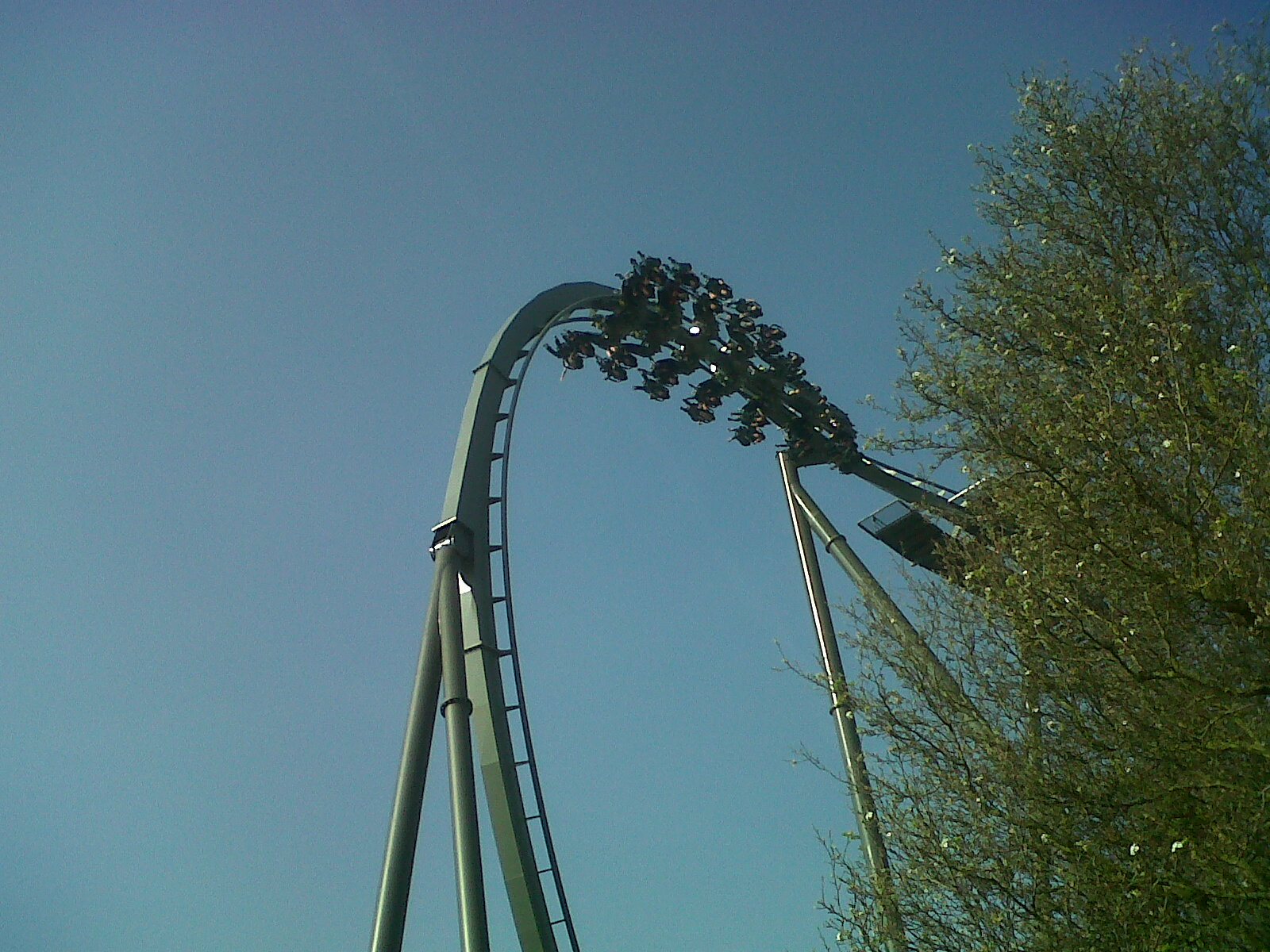
Dive Drop des Wing Coasters The Swarm im Thorpe Park

Die erste Abfahrt einer Achterbahn (englisch first drop [fɜst drɒp]) befindet sich klassischerweise hinter dem Lifthill. Sie ist bei Bahnen mit nur einem Lifthill meist die höchste Abfahrt, an deren Ende der Zug die Maximalgeschwindigkeit der Achterbahn erreicht. Vor allem bei Bahnen des Herstellers Bolliger & Mabillard gibt es Ausnahmefälle, in denen der first Drop auf eine kleinere, Predrop genannte Abfahrt folgt. Dieses Streckenelement ermöglicht es, eine zwischen Predrop und first Drop gelegene Kurve mit höherer Geschwindigkeit zu durchfahren.
- Vor dem Bau des ersten Euro-Fighters Vild-Svinet mit seiner 97°-Abfahrt war es umstritten, ob es möglich ist, eine Abfahrt mit einer Neigung von über 90° zu realisieren. Die steilste Abfahrt, die in einer normalen Horizontalen endet, besitzt derzeit TMNT Shellraiser im Nickelodeon Universe Theme Park mit 121,5°.
- Die höchste erste Abfahrt besitzt die Achterbahn Kingda Ka im Freizeitpark Six Flags Great Adventure, USA. Die Abfahrt ist insgesamt knapp 127 m hoch. Kingda Ka besitzt allerdings keinen Lifthill, sondern gehört zur Kategorie der Launched Coaster.
- Die höchste erste Abfahrt nach einem klassischen Lifthill hat die Achterbahn Fury 325 im amerikanischen Freizeitpark Carowinds mit einer Abfahrt von insgesamt 98 m Höhe.

### Dive Drop
Ein Dive Drop ist ein Element, bei dem der Zug erst einen halben Inline-Twist und dann als Abfahrt einen Dive Loop durchfährt. Bei Wing Coastern von Bolliger & Mabillard wird dieses Element unter dem Namen Wing Over Drop häufig als erste Abfahrt verwendet.

### Tilt Drop
Der Tilt Drop ist eine Besonderheit des Herstellers Vekoma, bei dem der Zug mit einem Lifthill auf eine horizontale Plattform gezogen wird. Dort wird der Zug arretiert. Dann kippt die Plattform samt Zug langsam, bis sie ein Gefälle von 90° besitzt. Der Zug wird daraufhin aus der Verankerung gelöst. Diese Art der ersten Abfahrt gibt es bisher nur einmal weltweit, Gravity Max in der Discovery World in Taichung (Taiwan). Ein weiteres Exemplar wurde für das Energylandia in Polen angekündigt und soll laut Vekoma noch 2022 eröffnen.

## Kurven

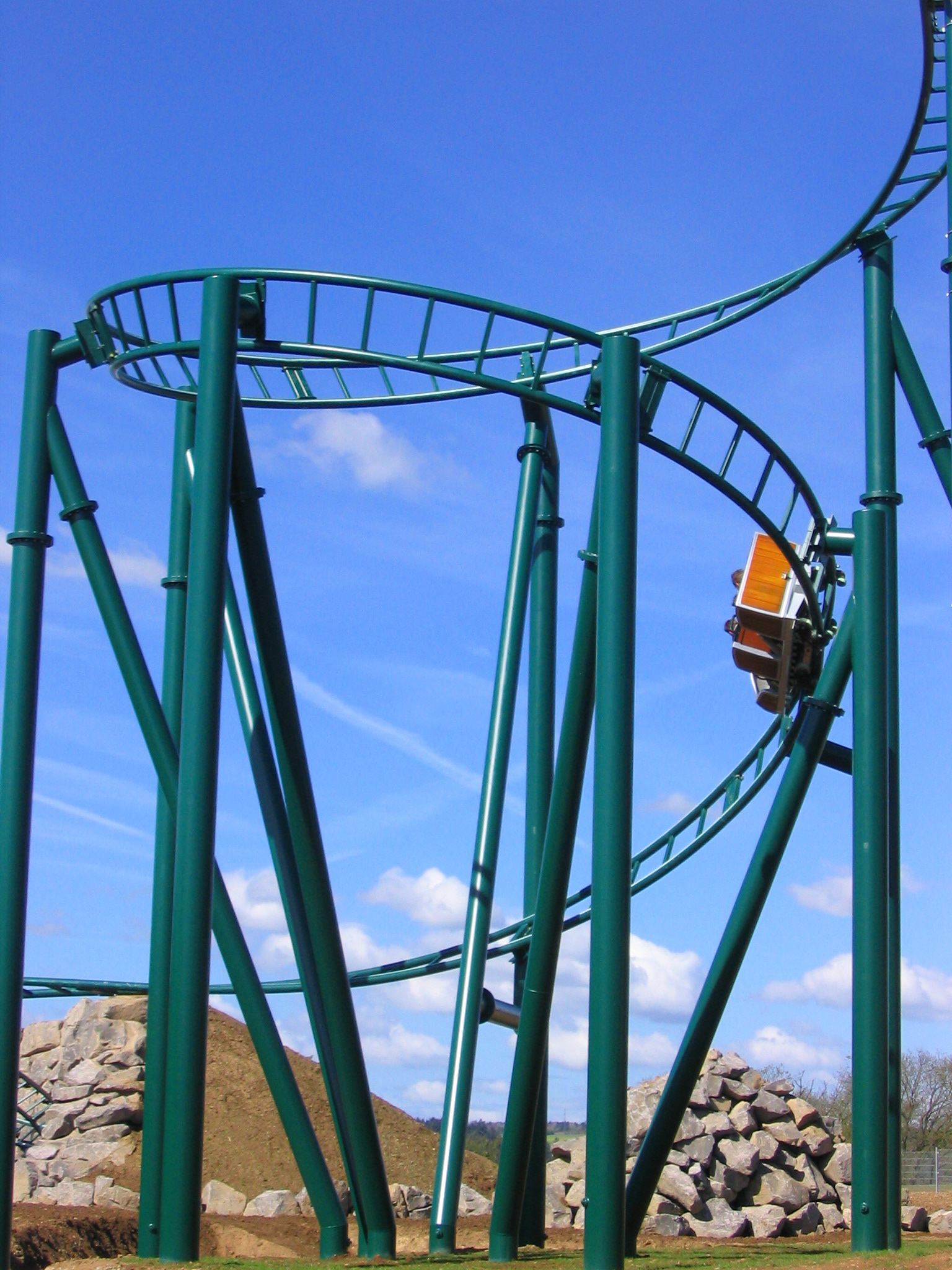
Helix bei Die heiße Fahrt im Wild- und Freizeitpark Klotten
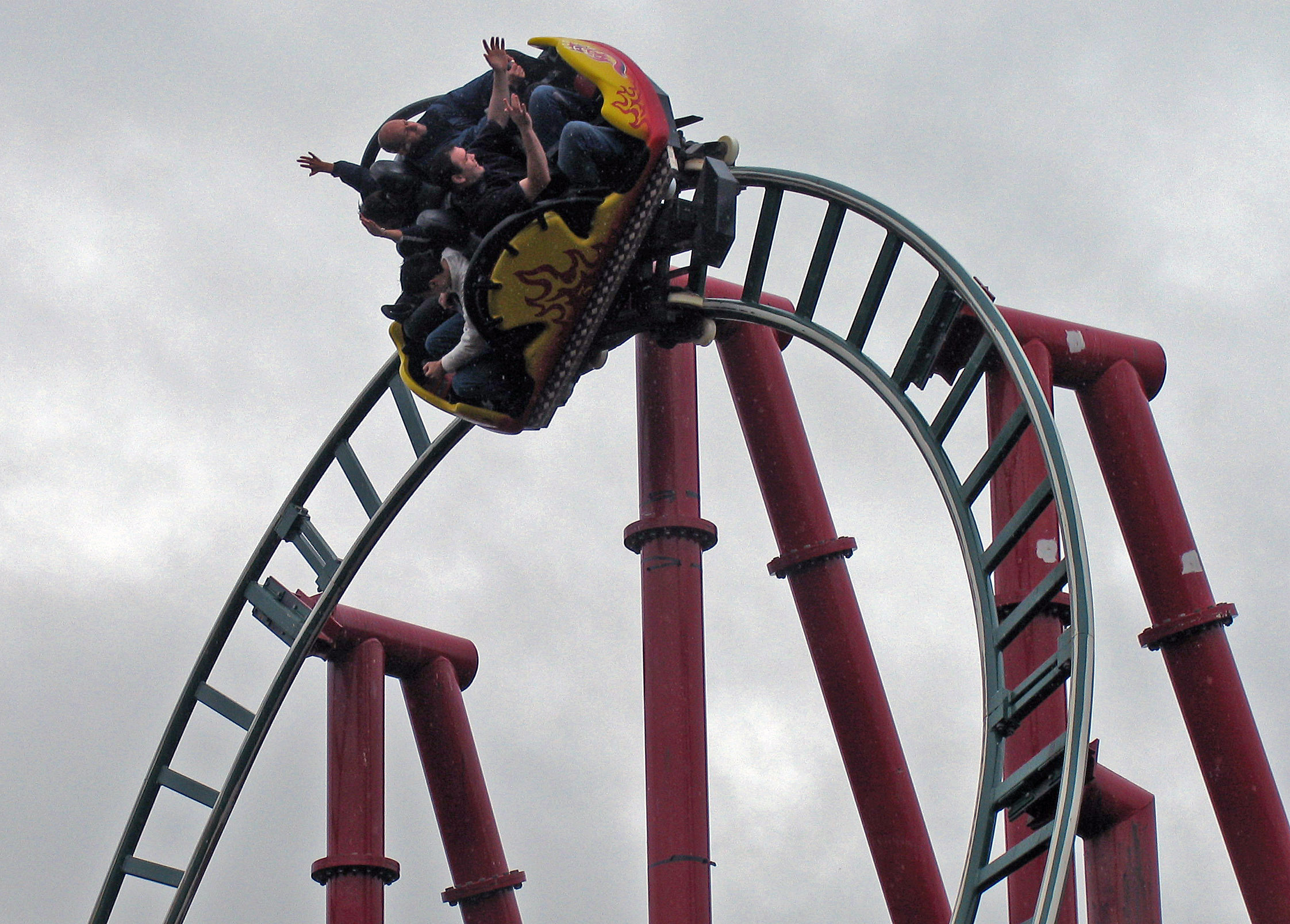
Immelmann-Turn bei Dragon’s Fury in Chessington World of Adventures
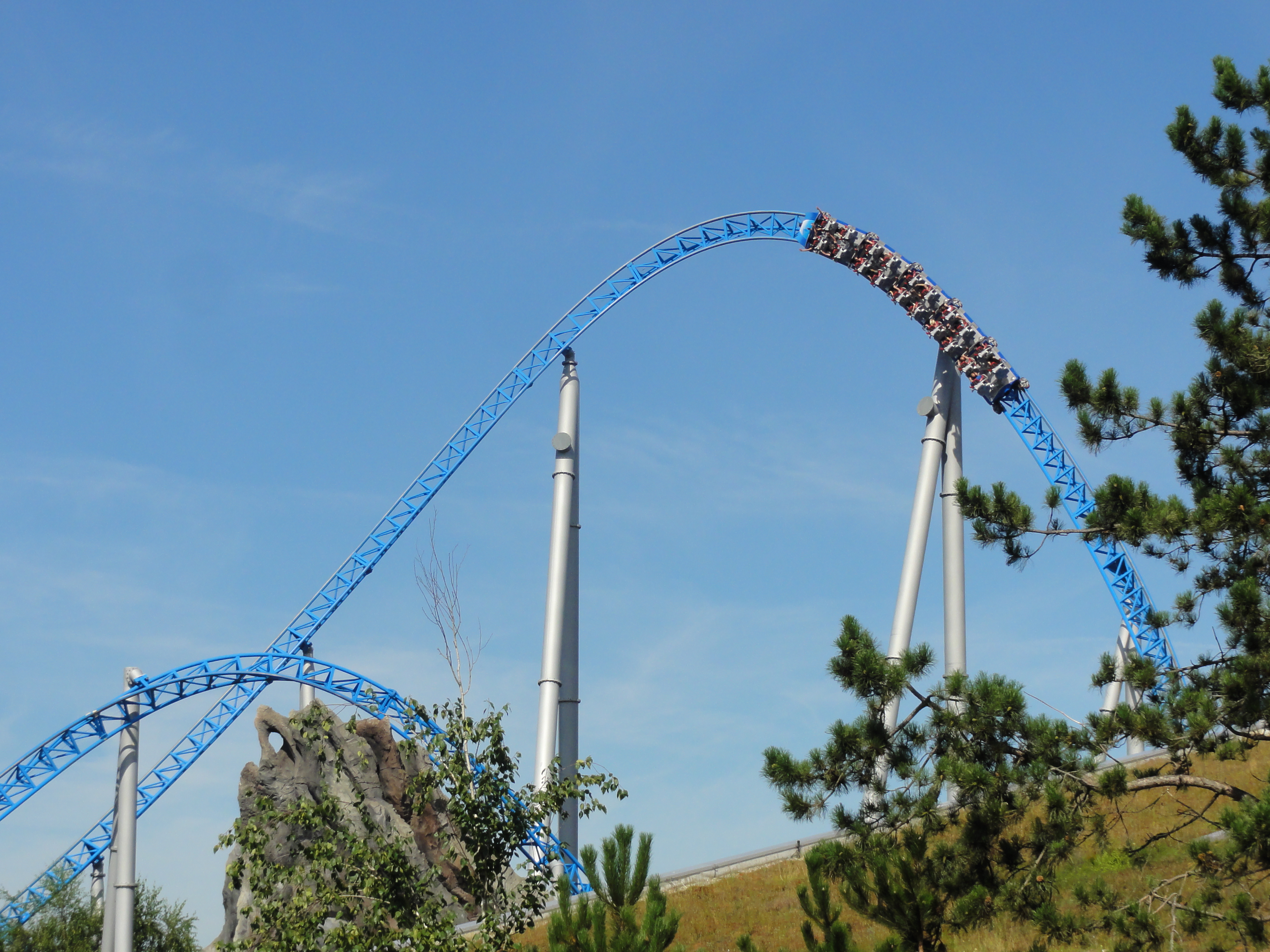
Horseshoe bei Blue Fire im Europa-Park

Klassischerweise werden Achterbahngleise zum Kurvenfahren geneigt, um seitliche g-Kräfte auf ein erträgliches Maß zu senken. Heute werden die Schienen dabei gemäß dem von Werner Stengel eingeführten Herzlinienprinzip so gestaltet, dass die Drehachse nicht, wie früher üblich, auf der Gleisachse, sondern etwa in Höhe der Herzen der Fahrgäste liegt, um die Belastungen weiter zu verringern.
 HelixHelices sind Kurven, die mit konstantem Radius und Gefälle nach oben oder unten führen. Die Streckenführung entspricht somit der Helix im geometrischen Sinne.
 MauskurveDie für Wilde-Maus-Achterbahnen typischen Mauskurven sind relativ enge Kurven ohne Überhöhung und Übergangsbogen. Beim Durchfahren soll der Eindruck entstehen, dass der Wagen aus der Kurve getragen wird oder man über die Kurve hinausfährt.
 Immelmann-TurnDer Immelmann-Turn ist eine senkrechtstehende, ungeneigte 180-Grad-Kurve, die auf dem Kunstflugmanöver Turn basiert.
 Übergeneigte KurveAls übergeneigte Kurven (englisch: overbanked turn) werden Kurven bezeichnet, die eine Querneigung von über 90° aufweisen.
 HorseshoeDer Horseshoe ist ein Element ähnlich der übergeneigten Kurve, dessen Strecke in Form eines Hufeisens verläuft. Einfahrt und Ausfahrt des Horseshoes liegen dabei fast parallel zueinander.

## Spike

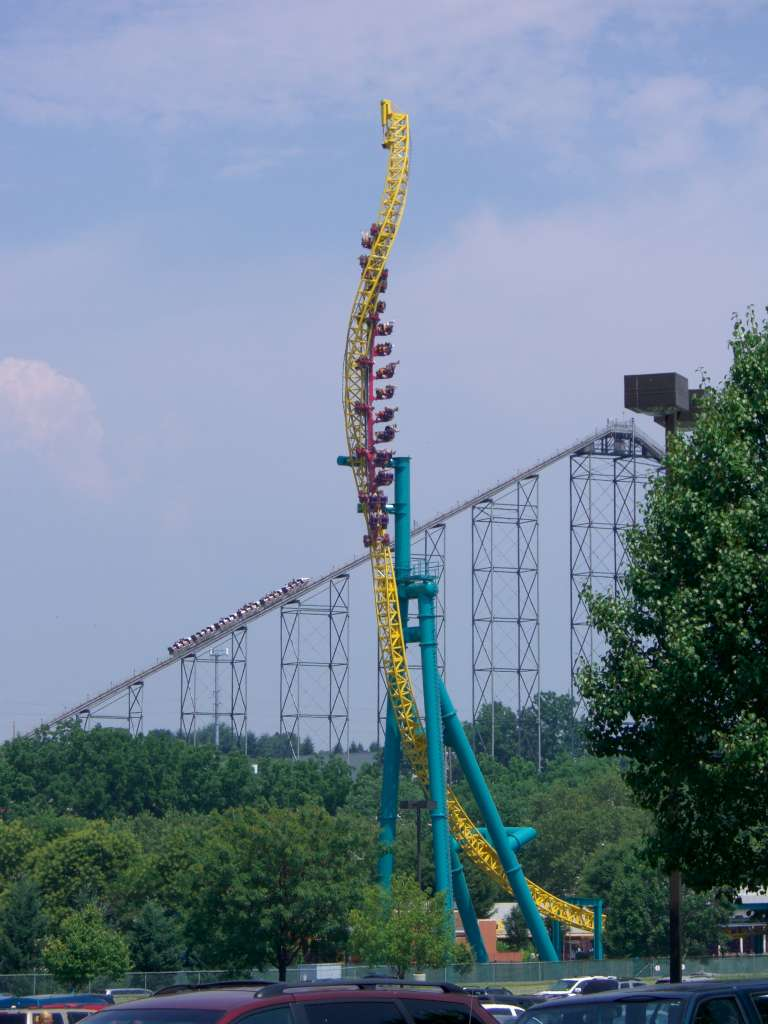
Ein Spike von Possessed.

Als Spike (auch Vertical Rollback) wird ein nach oben gerichtetes Schienenende bezeichnet. Der Zug kommt nahe dem Ende zum Stillstand und es erfolgt eine Richtungsumkehr. Ein typisches Beispiel ist die Achterbahn Possessed, die einen geraden und einen gedrehten (twisted) Spike enthält. Auch das Ende bei Achterbahnen des Typs Boomerang bzw. Family Boomerang (Beispiel: Raik im Phantasialand) wird als Spike bezeichnet.

## Buchtknoten

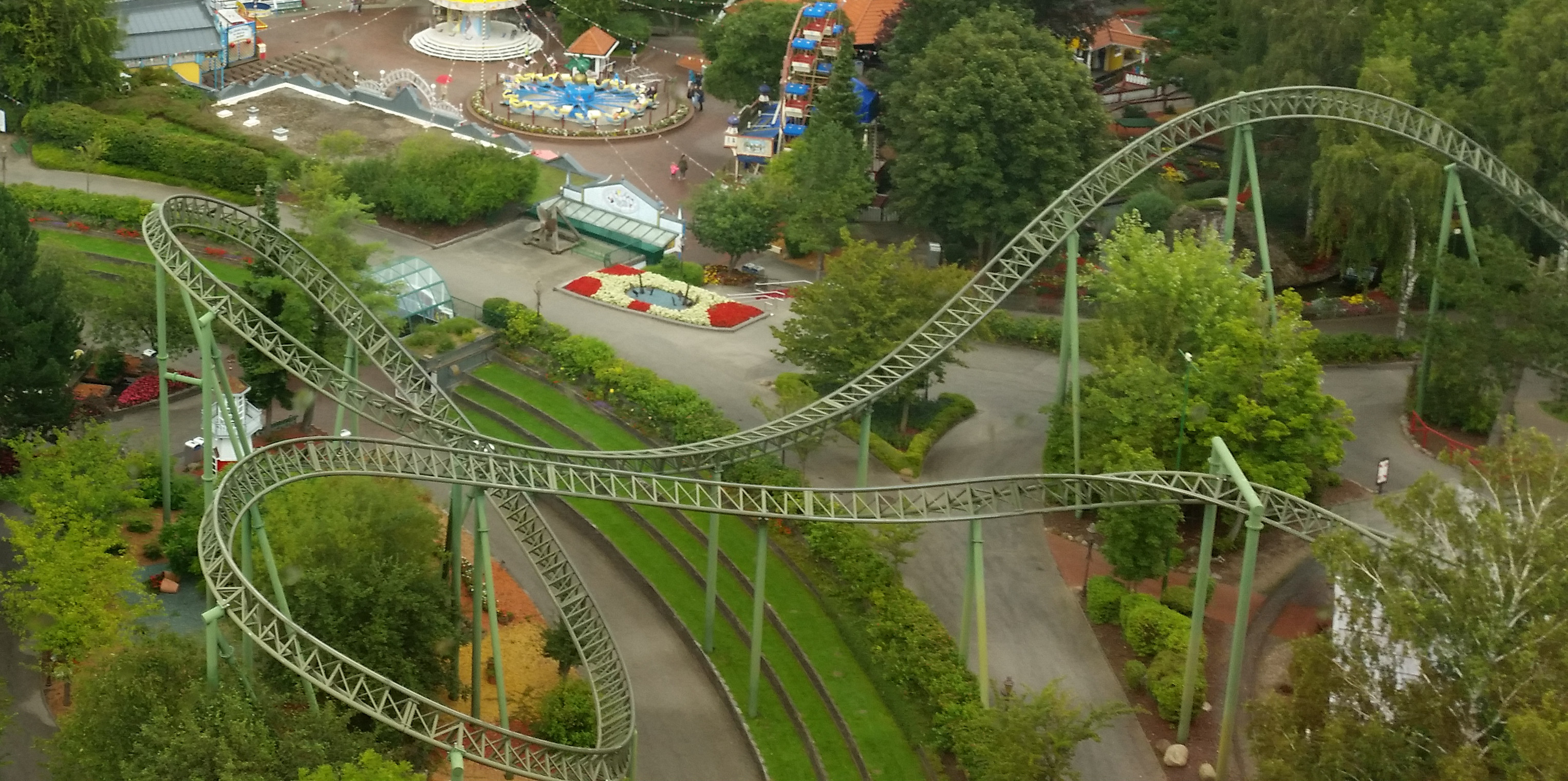
Der Buchtknoten in Flucht von Novgorod. Einfahrt oben, Ausfahrt unten im Bild

Der Buchtknoten ist ein Element, das in Deutschland nur in der Achterbahn Flucht von Novgorod vorkommt. Nach Angaben des Hansa-Parks war das Vorbild für dieses Element ein Seemannsknoten, der Ankerstich. Auch wenn viele Achterbahnen weltweit eine solche oder ähnliche Konstruktion besitzen, ist Flucht von Novgorod die einzige Achterbahn auf der Welt, bei der dafür der Name Buchtknoten verwendet wird.
Zunächst fährt man auf einem schon erhöhten Gleis eine kleine nach rechts bzw. nach links geneigte Kurve nach oben, wobei starke Kräfte auf den Körper wirken. Danach folgt eine größere nach unten geneigte Kurve, wodurch der Zug eine 270°-Drehung hinter sich hat und nun gerade unter dem Gleis, wo das Element begonnen hat, hindurchfährt. Jetzt wiederholt sich dieses Element symmetrisch, sodass man insgesamt eine 540°-Drehung erlebt. Der Wagen fährt danach entgegengesetzt der Fahrtrichtung am Anfang des Elements. Vom Grundsatz her kann man einen Buchtknoten am besten als einen auf der Seite liegenden Batwing ohne Inversionen (Überschlag) bezeichnen.
Eine mit dem Buchtknoten fast identische Konstruktion existiert zum Beispiel bereits seit dem Jahr 1989 in der Achterbahn Magnum XL-200 im Cedar Point (Sandusky, Ohio, USA). Hier führt der mittlere Teil der Konstruktion jedoch über die Ein- und Ausfahrt hinweg und nicht darunter hindurch wie bei der Flucht von Novgorod.
Im Jahr 1996 eröffnete im Warner Bros. Movie World Germany – jetzt Movie Park Germany – eine Doppelachterbahn mit dem Namen Lethal Weapon Pursuit, die im Jahr 2005 in Cop Car Chase umbenannt wurde. Beide Achterbahnen besaßen direkt nach dem Lifthill einen Bewegungsablauf, der mit einem Buchtknoten identisch ist. Beide Elemente waren auch ineinander verwunden (Interlocking). Im Oktober 2006 wurden beide Achterbahnen abgerissen.

## Airtime-Hügel

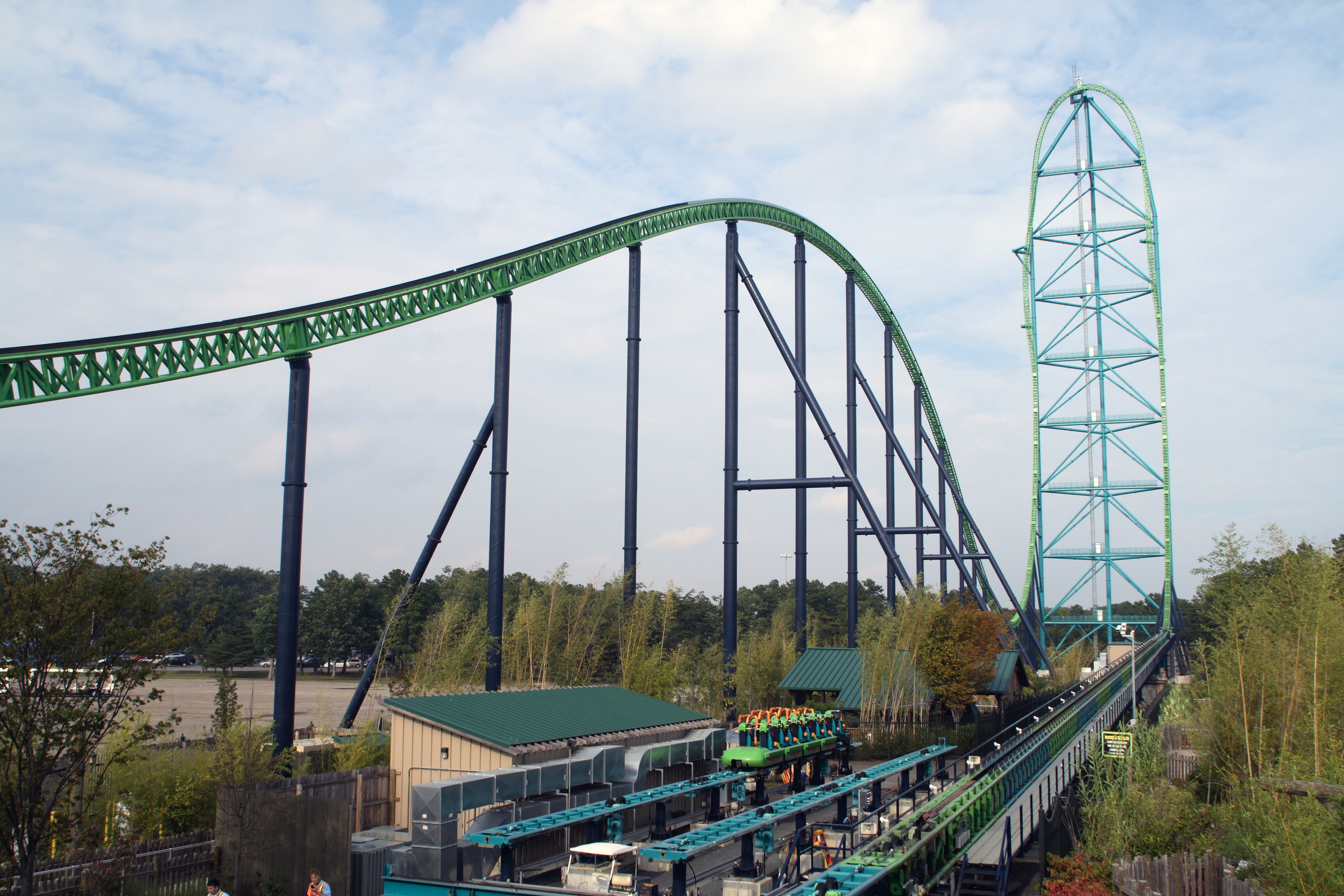
Airtime-Hügel und Outside-Top-Hat bei Kingda Ka in Six Flags Great Adventure
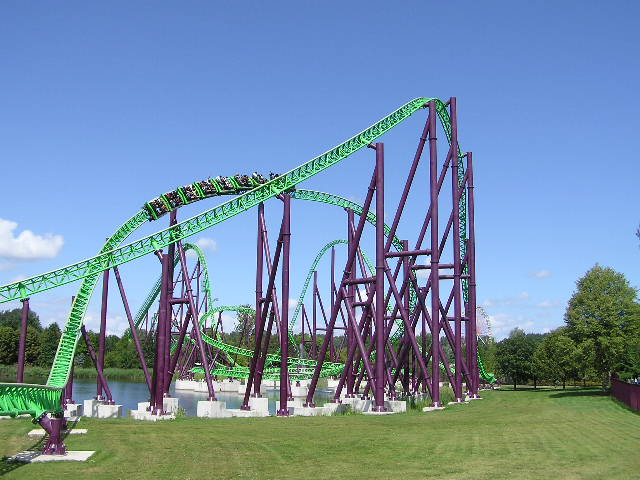
Ein Zug in einem der Twisted Airtime-Hügel der Achterbahn Goliath in Walibi Holland

Airtime-Hügel erzeugen bei ihrer Überfahrt Schwerelosigkeit oder ein Abheben aus dem Sitz. Für gleichmäßige Airtime muss der Hügel eine Wurfparabel beschreiben. Bei hohen Airtime-Hügeln wird oft von Camelbacks (engl. für „Kamelrücken“), bei kleinen, flachen von Bunnyhops (engl. für „Kaninchensprünge“) gesprochen.

### Twisted Airtime-Hügel
Kommt es während der Überfahrt eines Airtime-Hügels zu einer Änderung der Fahrtrichtung, wechselt der Zug also zwischen links, rechts und geradeaus, dann spricht man von einem Twisted Airtime-Hügel.

### Stengel-Dive
Ein Stengel-Dive ist eine besondere Form eines Airtime-Hügels, bei dem der Zug um deutlich mehr als 90° zur Seite geneigt wird, wodurch es zu einem seitlichen Überhängen kommt. Die erste Achterbahn, bei der ein Stengel-Dive verwendet wurde, ist die Achterbahn Goliath in Walibi Holland. Hier neigt sich der Zug um 121° zur Seite. Der Name Stengel-Dive geht zurück auf dessen Erfinder, den deutschen Ingenieur Werner Stengel.

### Ejection Drifter
Das vom Hersteller Mack Rides Ejection Drifter genannte Element ist erstmals bei der Achterbahn Voltron Nevera zu finden. Dabei legen sich die Wagen auf die Seite (90°) und gleichzeitig werden sie zur anderen Seite gezogen (aus Sicht der Fahrgäste nach unten), so dass eine Art seitliche Airtime entsteht.

## Top-Hat

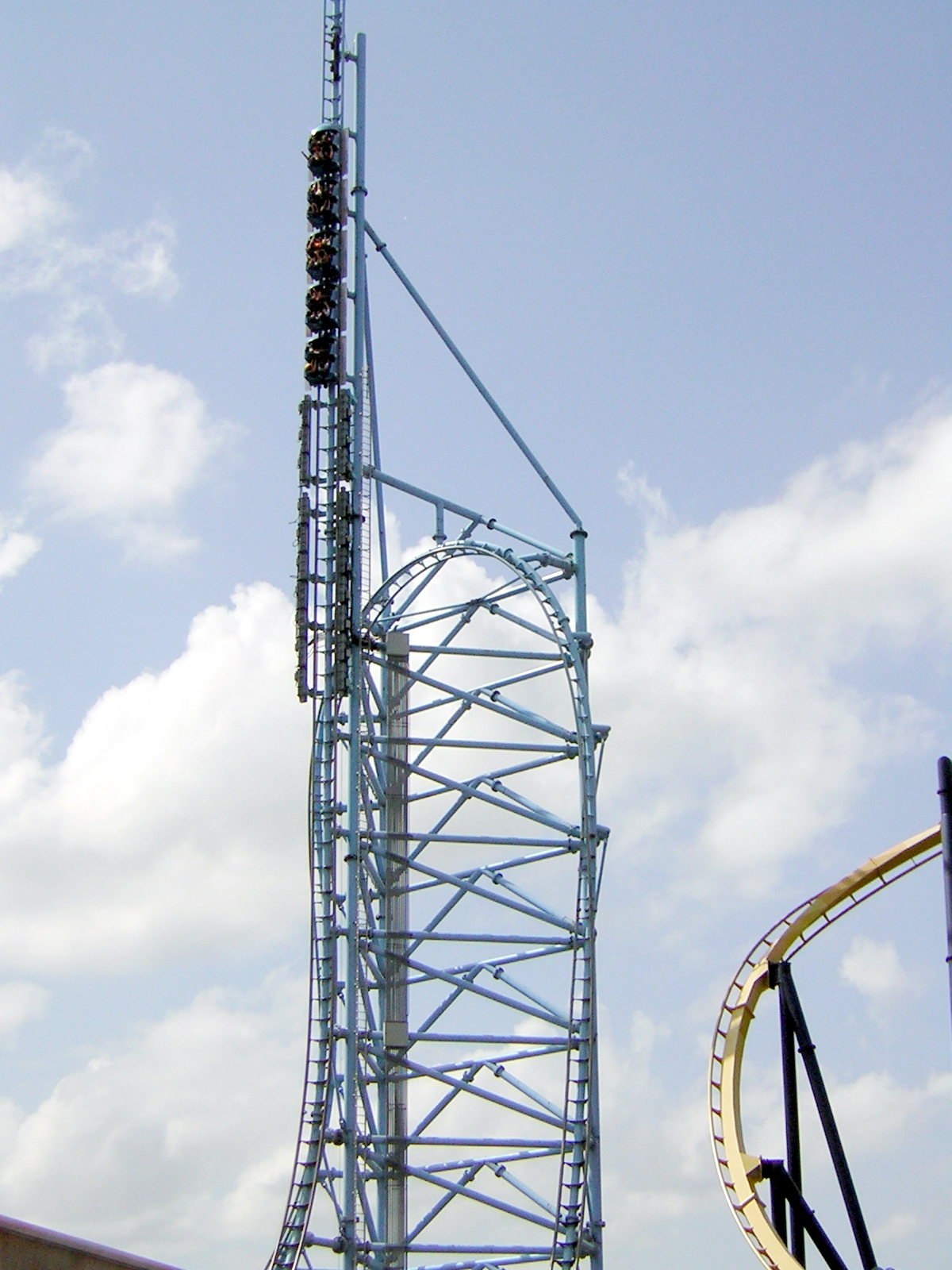
Inside-Top-Hat von Mr. Freeze in Six Flags Over Texas

Hügel mit senkrechtem Anstieg und Abfall werden Top-Hat genannt. Häufig sind Anstieg und Abfall mit einer Drehung um die Gleisachse verbunden, sodass ein Richtungswechsel stattfindet. Abhängig davon, ob der Zug an der Spitze außen oder innen und damit auf dem Kopf fährt, spricht man von einem Outside- bzw. Inside-Top-Hat. Letzterer wird zuweilen auch Inverted Top-Hat genannt.

## Tunnel

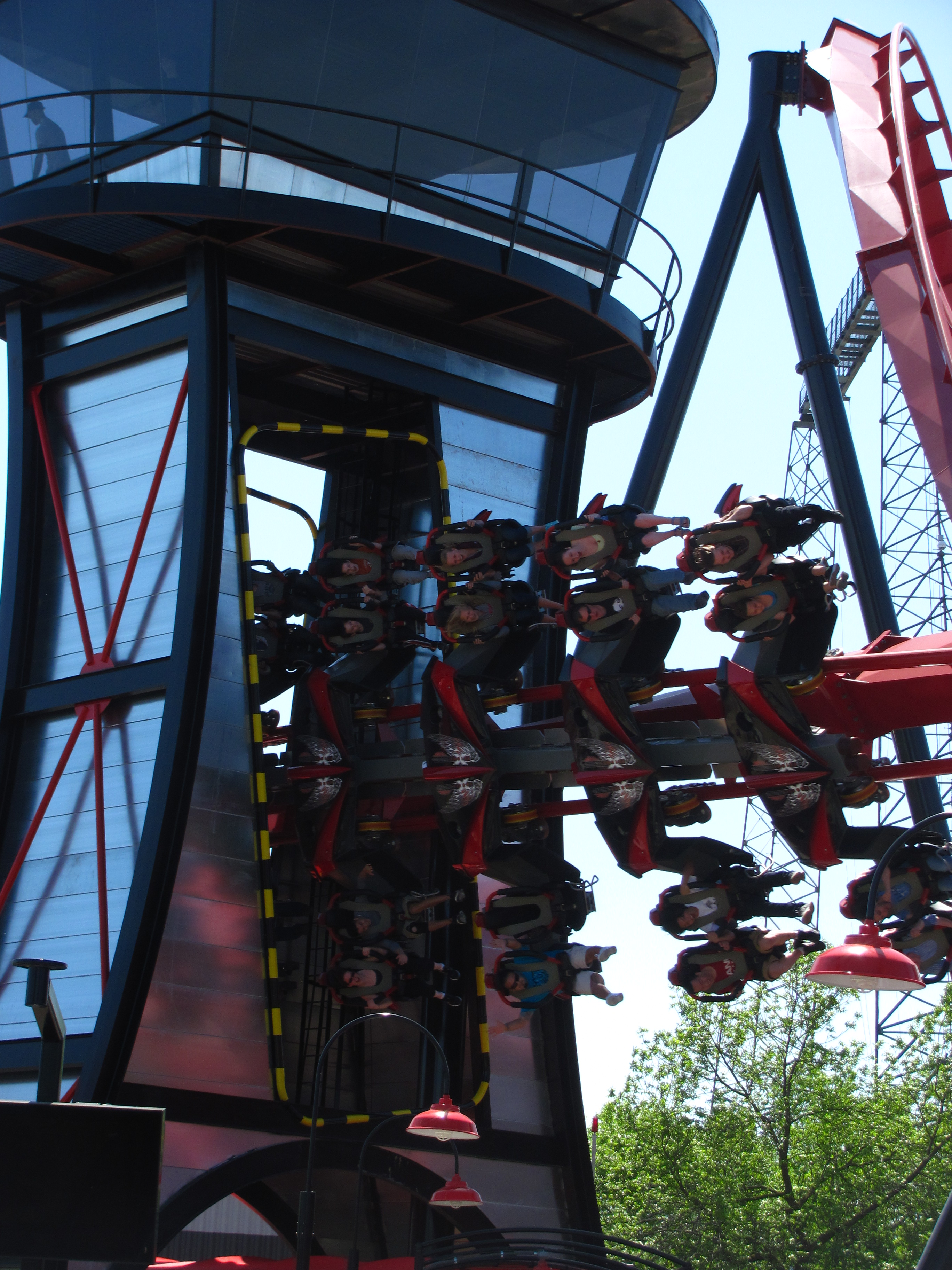
Keyhole-Element von X-Flight in Six Flags Great America

Bei manchen Achterbahnen führt die Strecke kurzzeitig durch einen oder mehrere Tunnel. Diese können sowohl oberirdisch als auch unterirdisch verlaufen und mit Nebel gefüllt sein, sodass den Fahrgästen der weitere Streckenverlauf verborgen bleibt. Oft wird auch mit Lichteffekten gearbeitet. Befindet sich der überwiegende Teil der Achterbahn in solchen Tunneln, spricht man auch von einer Dunkelachterbahn.

## Effektschiene
Bewegliche Schienenabschnitte werden Effektschienen genannt. Der Zug kommt darauf zunächst zum Stehen (Blockbremse), dann bewegt sich die Schiene senkrecht oder seitwärts, oder sie wird gekippt. Oft ist dies von den Fahrgästen im Voraus nicht erkennbar und daher unerwartet. Im Anschluss setzt der Zug seine Fahrt fort. Beispiele für Effektschienen findet man bei Winja’s Fear & Winja’s Force (Phantasialand) und Voltron Nevera (Europa-Park).

## Headchopper und Footchopper
Als Headchopper (engl. für „Kopfabhacker“) bezeichnet man Elemente über der Strecke, die den Köpfen der Fahrgäste so nahekommen, dass der Eindruck einer Kollision entsteht. Mit Hilfe des Lichtraumprofils wird dabei sichergestellt, dass der Headchopper nicht einmal mit ausgestreckter Hand berührt werden kann. Häufig findet man das Element in der Stützkonstruktion von Holzachterbahnen.
Analog zum Headchopper werden Stellen, die bei Inverted Coastern den Füßen der Fahrgäste sehr nahekommen, Footchopper (engl. für „Fußabhacker“) genannt.
Auf Wing Coastern von Bolliger & Mabillard gibt es außerdem sogenannte Keyhole-Elemente (engl. für „Schlüsselloch“). Diese Elemente verbinden einen Headchopper mit einem Footchoper, da der Zug, an dem die Fahrgäste außen sitzen, durch ein Objekt hindurchfährt. Dadurch entsteht das Gefühl, dass man rundherum an etwas stoßen kann.

## Splashtrack

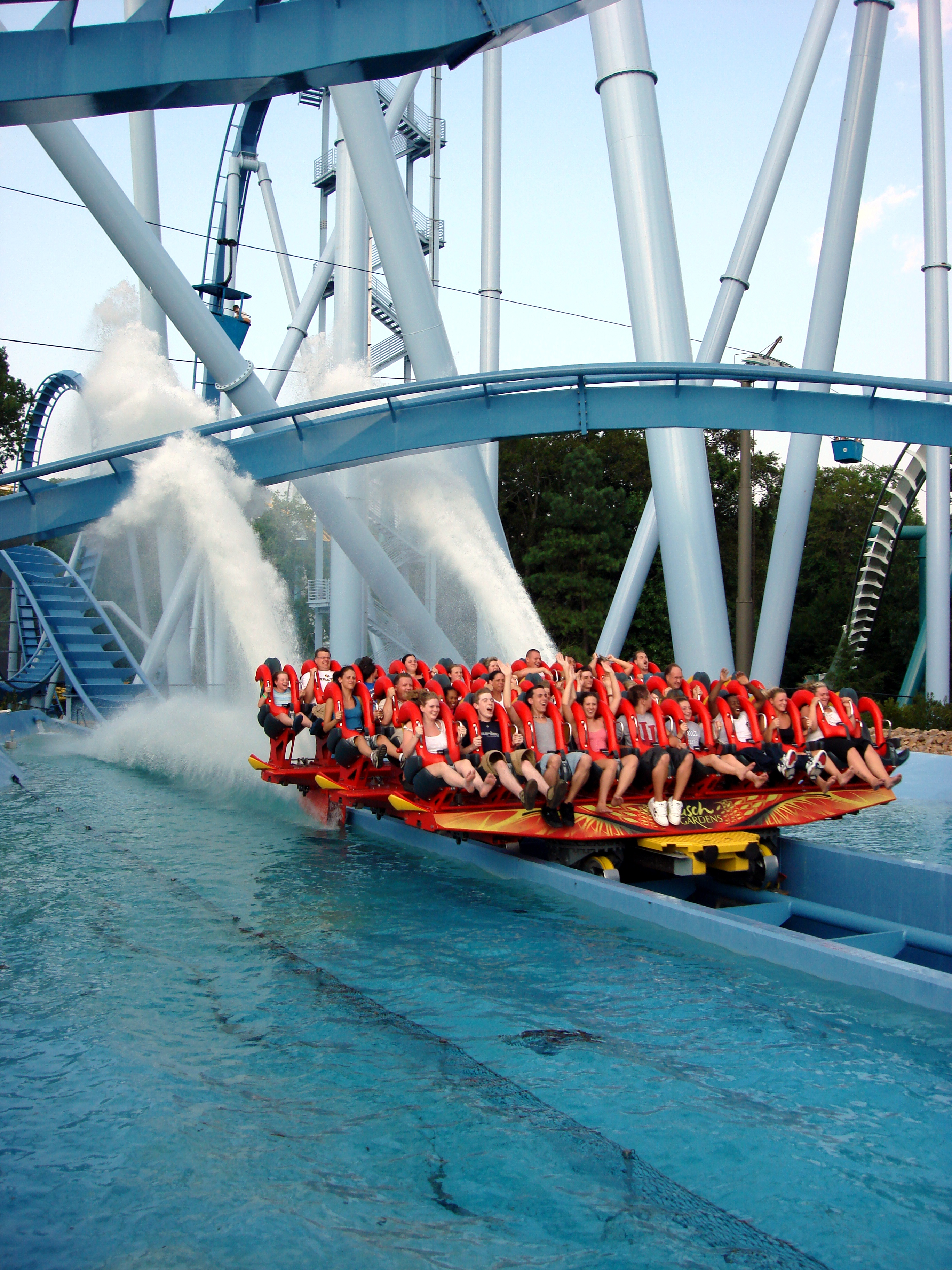
Scoop-Splashtrack bei Griffon in Busch Gardens Williamsburg

Beim Splashtrack kommt der Zug einer Wasserfläche so nahe, dass Wasser aufspritzt. Das Aufspritzen wird dabei Splashdown genannt. Das Element kann als visuelles Element für Zuschauer, zum Bremsen des Zuges und zum Nassspritzen der Fahrgäste verwendet werden. Um einen Splash zu erzeugen, ohne dass der Zug selbst ins Wasser eintaucht, bringt der Hersteller Bolliger & Mabillard teilweise als Scoops (engl. für „Schaufel“, „Kelle“) bezeichnete Bauteile am Zugende an, die ins Wasser eintauchen und es gezielt als Fontäne in die Luft führen.

## Lie-to-Fly und Fly-to-Lie
Als Lie-to-Fly bzw. Fly-to-Lie werden spezielle Fahrelemente bei Achterbahnen vom Typ Flying Coaster genannt, bei denen sich der Fahrweg um 180° dreht, wodurch der Fahrgast zwischen der liegenden Position und fliegenden Position wechselt.

## Non-inverting Loop

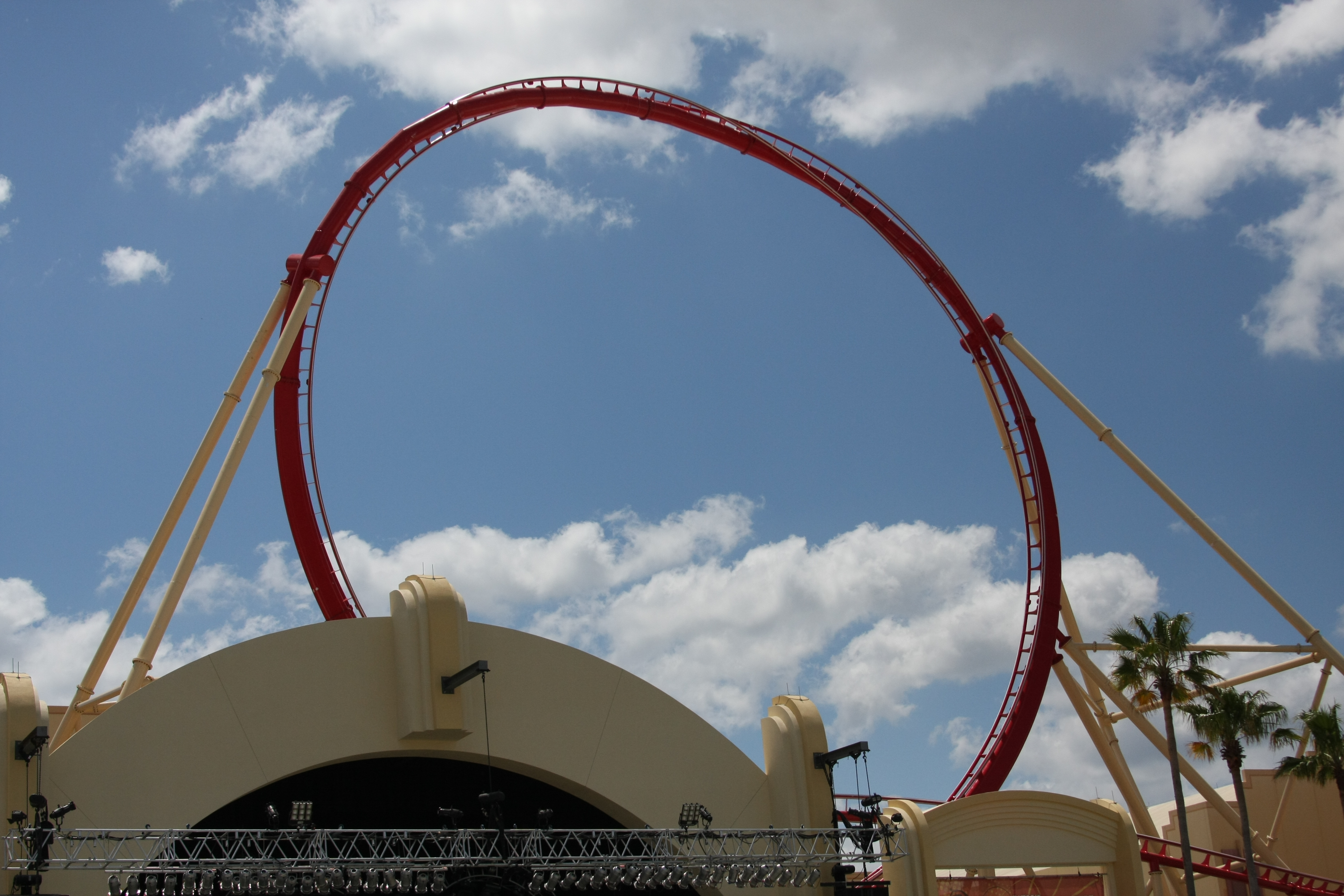
Non-inverting Loop bei Hollywood Rip, Ride, Rockit in Universal Studios Florida

Ein non-inverting Loop ist ein Fahrelement, das die Form eines klassischen Loopings besitzt, die Fahrgäste dabei aber zu keinem Zeitpunkt kopfüber sind. Es zählt somit nicht zu den Inversionen. Der Zug fährt in das Element hinein, wie bei einem Looping. Bei der Auffahrt verwindet das Gleis allerdings nach außen, sodass der Zug im Scheitelpunkt auf der Oberseite fährt. Bei der Abfahrt verwindet sich das Gleis erneut.

## Inversionen

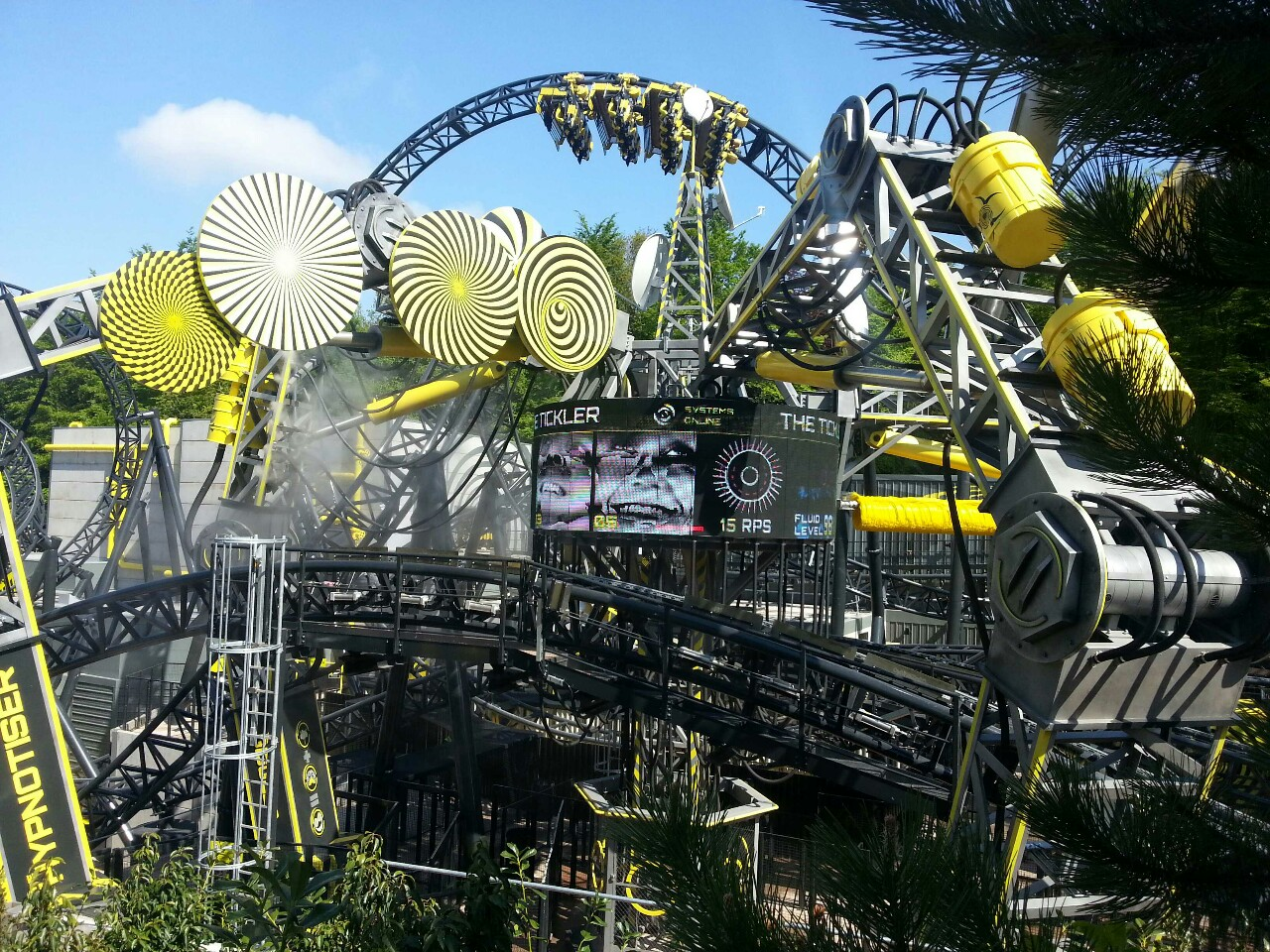
Achterbahn mit den meisten Inversionen: The Smiler in Alton Towers

Als Inversion bezeichnet man neben klassischen Loopings auch alle weiteren Überschlags- bzw. Überkopfelemente.

### Geschichte

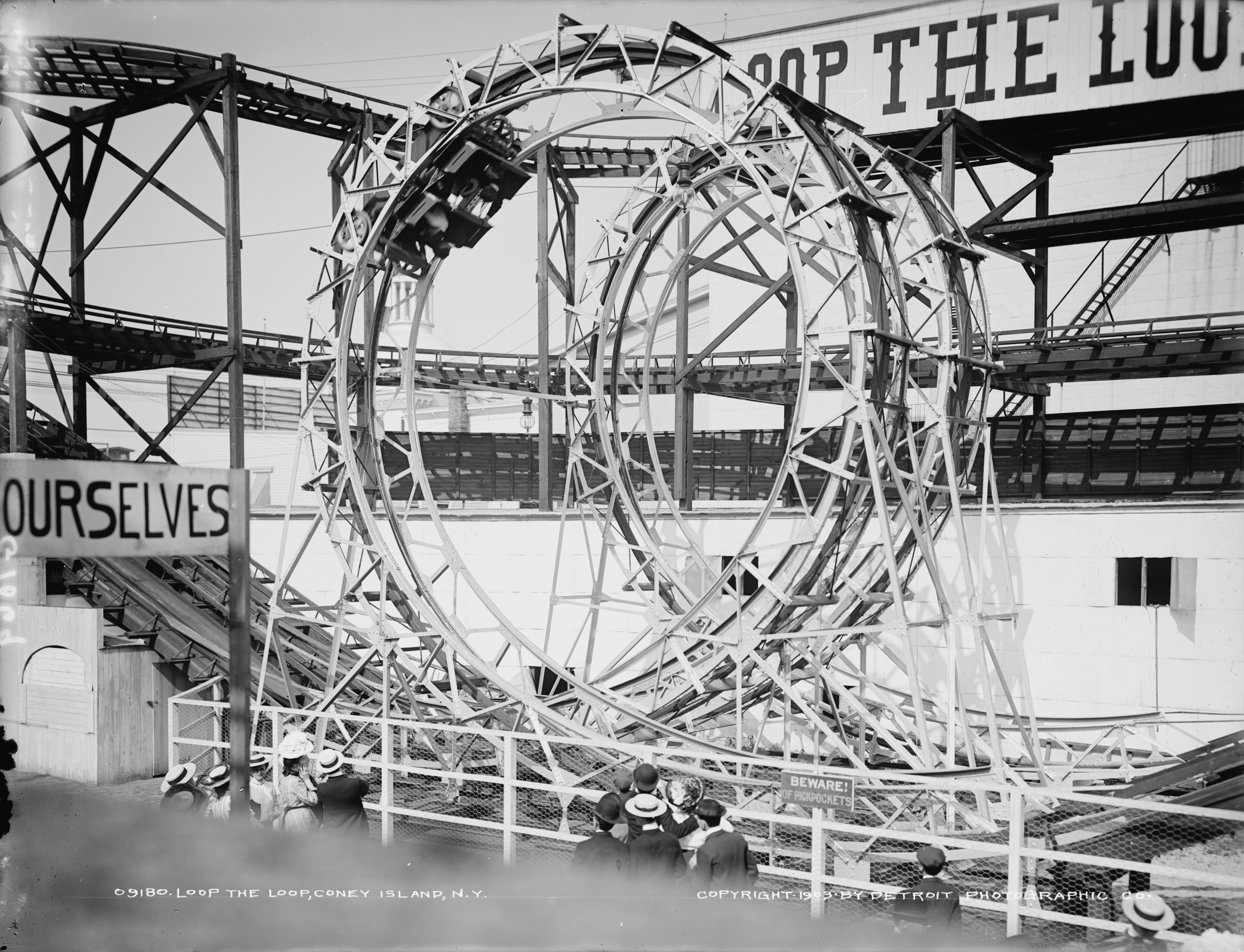
Loop-the-Loop – eine der ersten Loopingachterbahnen
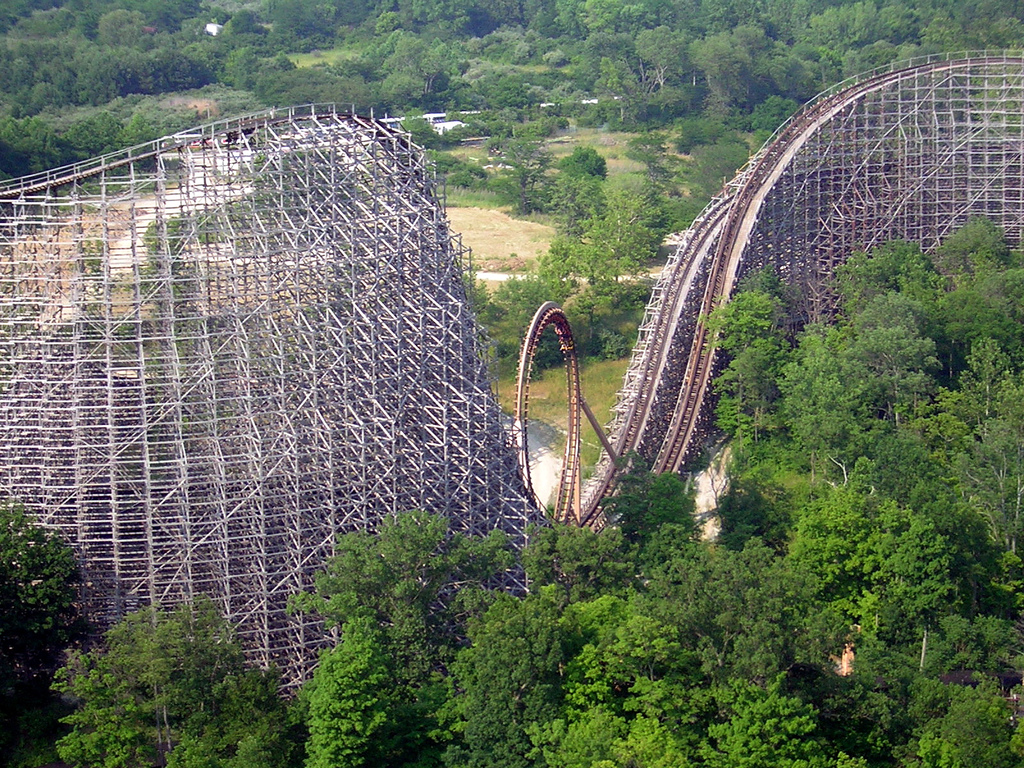
Holzachterbahn mit Looping: Son of Beast

Erste Achterbahnen mit Inversionen entstanden bereits zum Ende des 19. Jahrhunderts, vor allem auf Coney Island. Das Problem der ersten Überschläge war in der Regel, dass die Konstrukteure nur wenig Erfahrung mit den resultierenden Belastungen hatten, die insbesondere bei schnellen Richtungswechseln auftreten. So kam es immer wieder zu Verletzungen, vor allem im Nackenbereich und am Rücken.
Erst in den 1970er Jahren erlebten Inversionen auf Achterbahnen eine Wiedergeburt, als 1975 die erste Achterbahn mit Korkenzieher und gleich im folgenden Jahr der erste Looping der Nachkriegszeit errichtet wurden. Insbesondere der deutsche Ingenieur Werner Stengel erreichte mit der Herzlinie vielbeachtete Fortschritte im Bau von Achterbahnen, die auch die Entwicklung immer neuer und gesundheitlich unbedenklicher Inversionstypen begünstigten.
Im Jahr 2000 wurde mit Son of Beast die erste und einzige Holzachterbahn der Gegenwart mit Inversion gebaut, der Looping bestand dabei allerdings aus Stahl. Er wurde in der Winterpause 2006/2007 jedoch entfernt, um mit leichteren Zügen eine verbesserte Fahrt zu erlauben. Damit gibt es zurzeit keine Holzachterbahn mit Looping auf der Welt.

### Rekorde
Der Rekord für die meisten Inversionen auf einer Achterbahn liegt momentan bei 14 und wird von der 2013 eröffneten Gerstlauer Bahn The Smiler im englischen Alton Towers gehalten. Auf Platz 2 landen vier Bahnen gleichzeitig mit je zehn Inversionen, darunter Colossus im Thorpe Park.
Beim 2006 eröffneten 4th-Dimension-Coaster Eejanaika (japanisch ええじゃないか) im Fuji-Q High Land in Japan überschlagen sich die Fahrer auch 14-mal, allerdings besitzt das Gleis nur zwei Inversionen, der Rest wird durch eine Drehung der Sitze erzeugt.
Am 13. Juli 2019 eröffnete die Achterbahn Steel Curtain des Herstellers S&S im amerikanischen Kennywood und hält seitdem den Rekord mit der höchsten Inversion (60,1 m). Damit löste die Bahn Maxx Force im amerikanischen Six Flags Great America ab (53,3 m).

### Looping

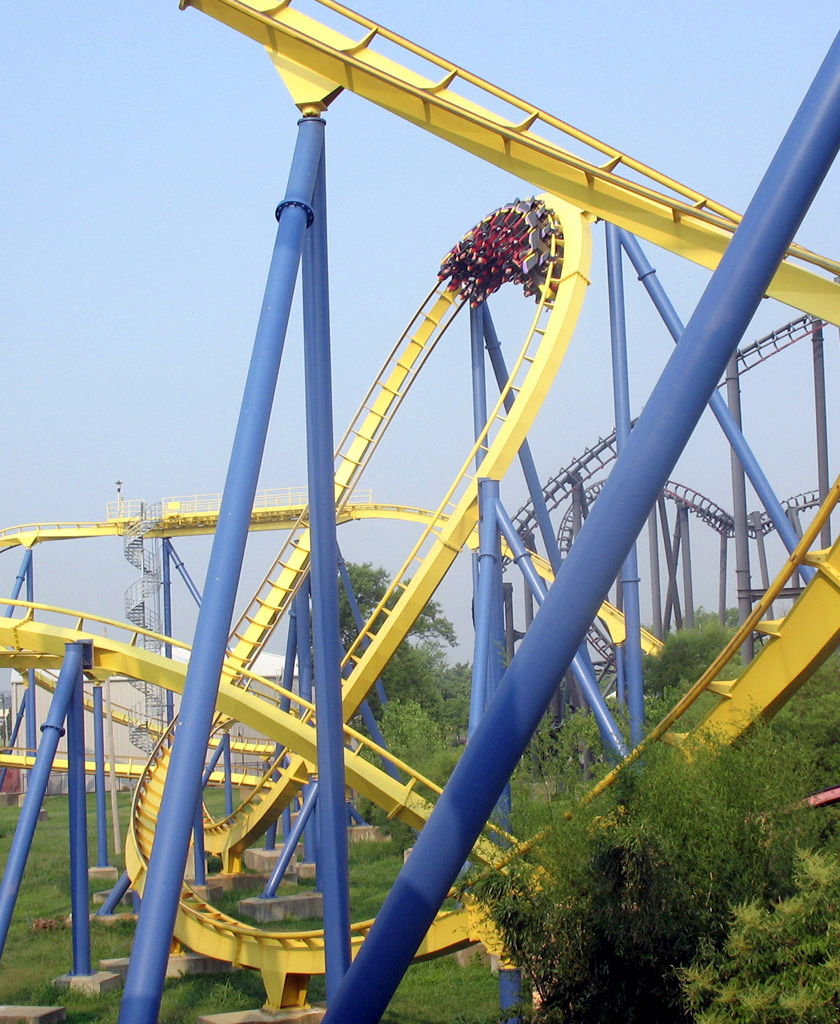
Inclined Loop bei Chang in Six Flags Kentucky Kingdom
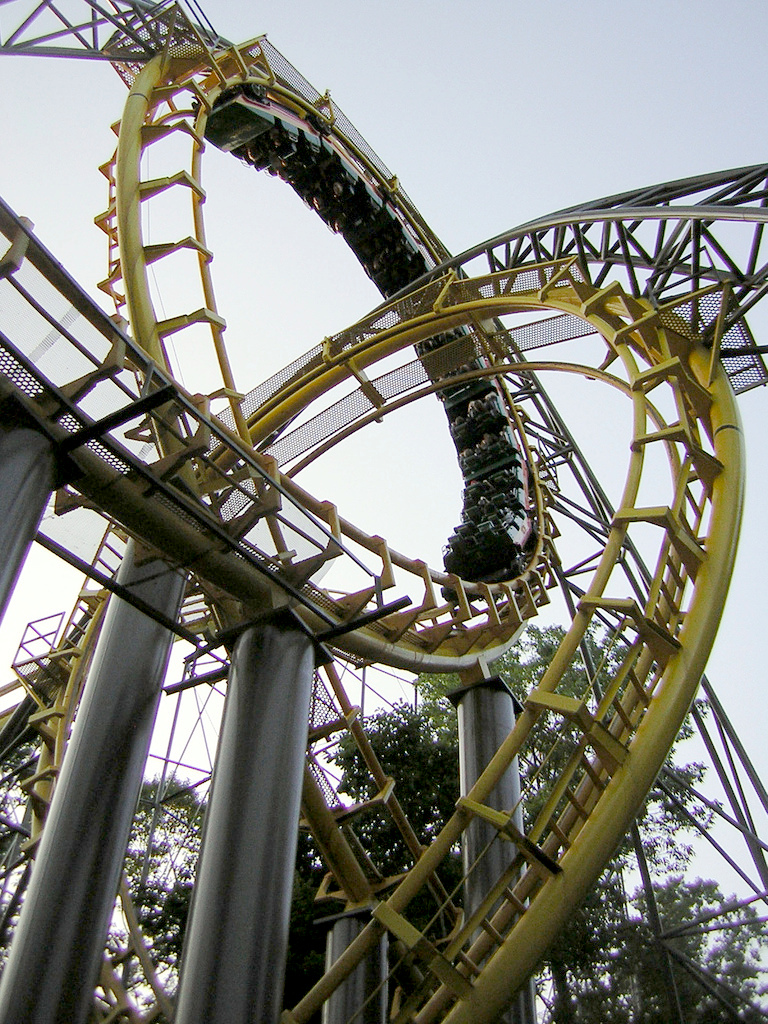
Interlocking Loops bei Loch Ness Monster in Busch Gardens Williamsburg

Looping (deutsch = Überschlag, von englisch: loop = Schleife, Schlinge) wird die Fahrfigur genannt, bei der man eine vertikale Kurve aufwärtsfährt und sich an der Spitze kopfüber befindet. Eine der ersten Achterbahnen mit einem Looping wurde 1895 als Flip-Flap auf Coney Island eröffnet. Der bei dieser Bahn verwendete Kreislooping hatte den Nachteil, dass durch die spontanen Richtungsänderungen von Wagen und Zügen bei der Einfahrt starke Belastungen auftreten. Aus diesem Grund wurde Flip-Flap bereits 1903 wieder geschlossen. Der 1901 ebenfalls in Coney Island eröffnete Loop-the-Loop mit einem elliptischen Looping verursachte schon weniger Probleme.
Werner Stengel machte sich in den 1970er Jahren das auch im Straßenbau verwendete Prinzip der Klothoide zu Nutzen. Dadurch konnte 1976 die von der deutschen Schwarzkopf GmbH gebaute Achterbahn Revolution als erste Loopingachterbahn der Nachkriegszeit im Vergnügungspark Six Flags Magic Mountain (Valencia, USA) eröffnet werden. Die erste transportable Loopingachterbahn, der Looping Star, war ebenfalls eine Koproduktion von Stengel und Anton Schwarzkopf. Einige Anlagen wie der unter Fans legendäre Thriller haben bis heute (fast) kreisrunde Loopings. Neue Bauten werden jedoch in vielen Staaten aufgrund der auftretenden Kräfte nicht mehr mit Kreisloopings zugelassen. Die meisten Loopings einer transportablen Achterbahn in Deutschland und auch die meisten Loopings überhaupt in einer Achterbahn weltweit hat der Olympia Looping mit fünf Loopings.
 Vertical Loop
Ein Vertikal Loop ist ein senkrechter Looping ohne Neigung. Diese Loopings werden am häufigsten verwendet. Beispiele für Achterbahnen, die diese Form von Looping enthalten, sind Black Mamba und Big Loop.
 Inclined Loop
Eine Abwandlung des Loopings stellt der inclined Loop dar, bei dem ein normaler vertikaler Looping seitwärts „gekippt“ ist. Dieses Element ist allerdings als Inversion umstritten, da die Fahrgäste an keiner Stelle um 180° gedreht („über Kopf“) stehen.
 Interlocking Loops
Der Begriff interlocking Loops bezeichnet eine selten verwendete Kombination aus zwei Vertikalloopings, die wie im Bild rechts ineinander verschlungen sind. Die einzige sich heute noch im Betrieb befindende Achterbahn, die interlocking Loops enthält, ist Loch Ness Monster im Freizeitpark Busch Gardens Europe.
 Looping Launch
Wenn sich bei einem Launched Coaster ein Beschleunigungsabschnitt innerhalb einer Loopingkonstruktion befindet, spricht man von einem Looping Launch. Dies ist zum ersten (und bisher einzigen) Mal bei Voltron Nevera im Europa-Park anzutreffen.

### Korkenzieher

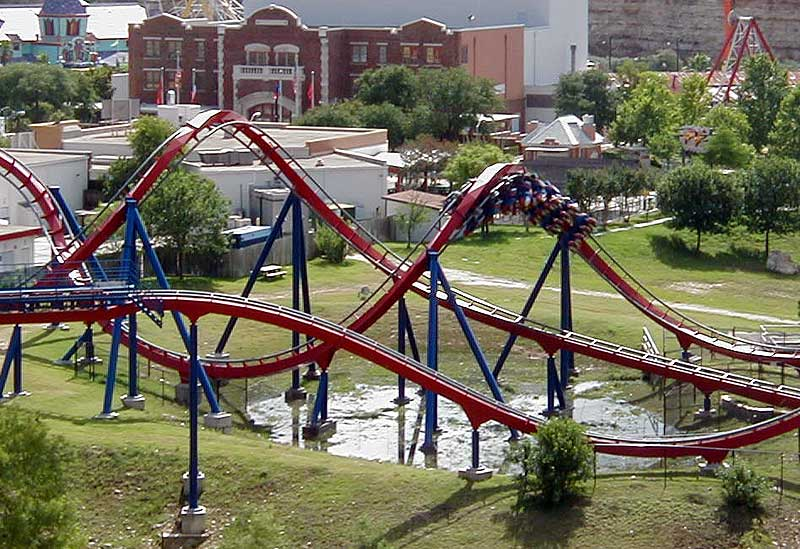
Interlocking Corkscrews bei Superman: Krypton Coaster in Six Flags Fiesta Texas

Der Korkenzieher (englisch: corkscrew), auch als Schraube bekannt, wird oft als auseinandergezogener Looping beschrieben, da die Ein- und Ausfahrt dort viel stärker auseinandergehen als beim normalen Looping. Hierbei ist der Fahrweg um einen imaginären Zylinder gewickelt. Der Name leitet sich vom Aussehen der Inversion ab, die eine Windung wie ein Korkenzieher beschreibt. Ursprünglich wurde der Name für ein Element mit zwei hintereinanderfolgenden Überschlägen dieser Art gewählt. Allerdings hat es sich eingebürgert, das ursprüngliche Korkenzieherelement doppelter Korkenzieher und den eigentlich halben Korkenzieher einfach nur Korkenzieher zu nennen.
Der 1968 von Karl Bacon entworfene Korkenzieher wurde 1975 erstmals von Arrow Dynamics für eine Bahn in Knott’s Berry Farm verwendet, welche heute noch in Silverwood in Betrieb ist. Damit war der Korkenzieher – noch vor dem Looping – die erste Inversion der Nachkriegszeit.

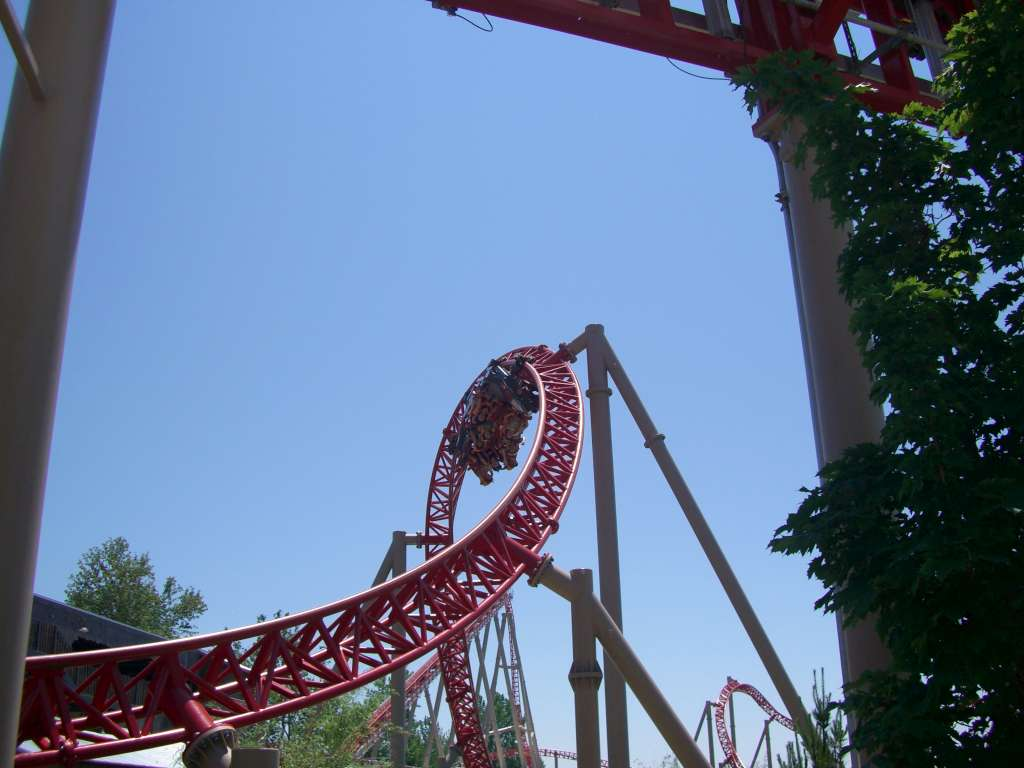
Twisted Horseshoe-Roll bei Maverick in Cedar Point

 Interlocking Corkscrews oder DNA-TwistZwei oder mehrere ineinander verschlungene Korkenzieher nennt man interlocking Corkscrews oder auch DNA-Twist, da sie in ihrem Aussehen der Doppelhelix eines DNA-Strangs ähneln.
 Wraparound-CorkscrewEin Korkenzieher, der in einer Abfahrt endet. Das Element wurde bisher nur bei der inzwischen stillgelegten Drachen Fire in Busch Gardens Europe verbaut.
 Cutback oder TongueWird die zweite Hälfte eines Korkenziehers gespiegelt zur ersten durchfahren, ergibt sich ein Cutback oder Tongue. So wird eine schnelle 180°-Kehre mit Überkopffahrt ermöglicht.
 Twisted Horseshoe-RollDie twisted Horseshoe-Roll besteht aus zwei korkenzieherähnlichen Inversionen, die durch eine 180°-Kurve miteinander verbunden sind. Einfahrt und Ausfahrt aus der twisted Horseshoe-Roll befinden sich also parallel zueinander. Das Element wurde erstmals auf Maverick in Cedar Point verbaut.

### Rollen

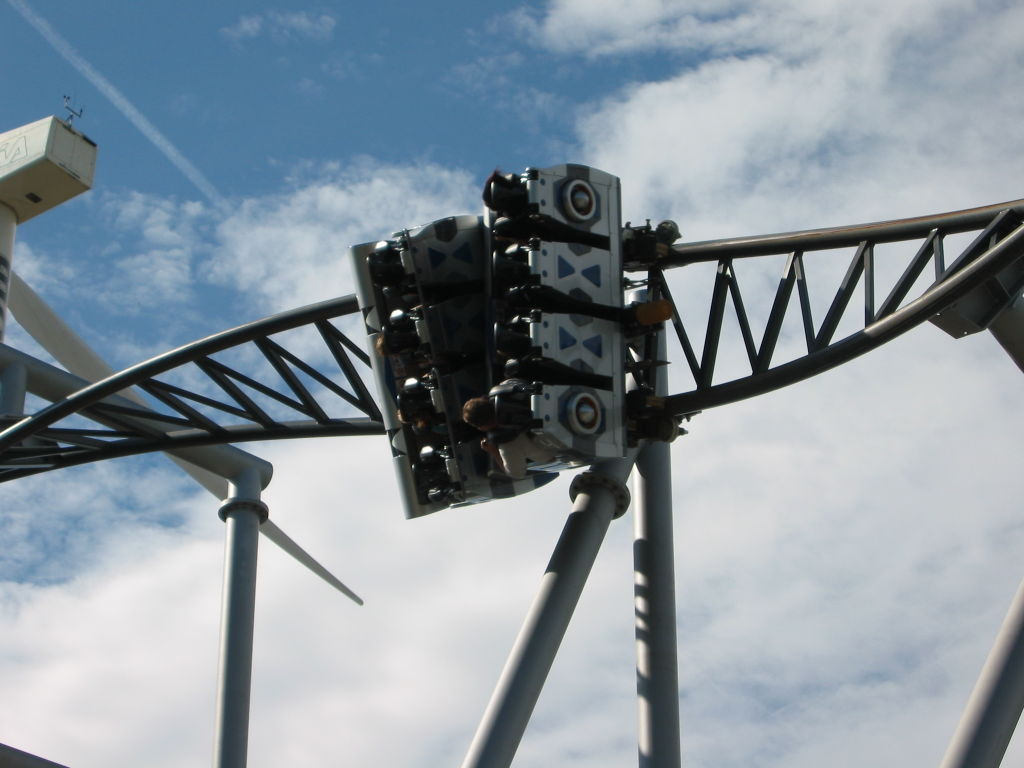
Heartline-Roll bei Typhoon im Bobbejaanland
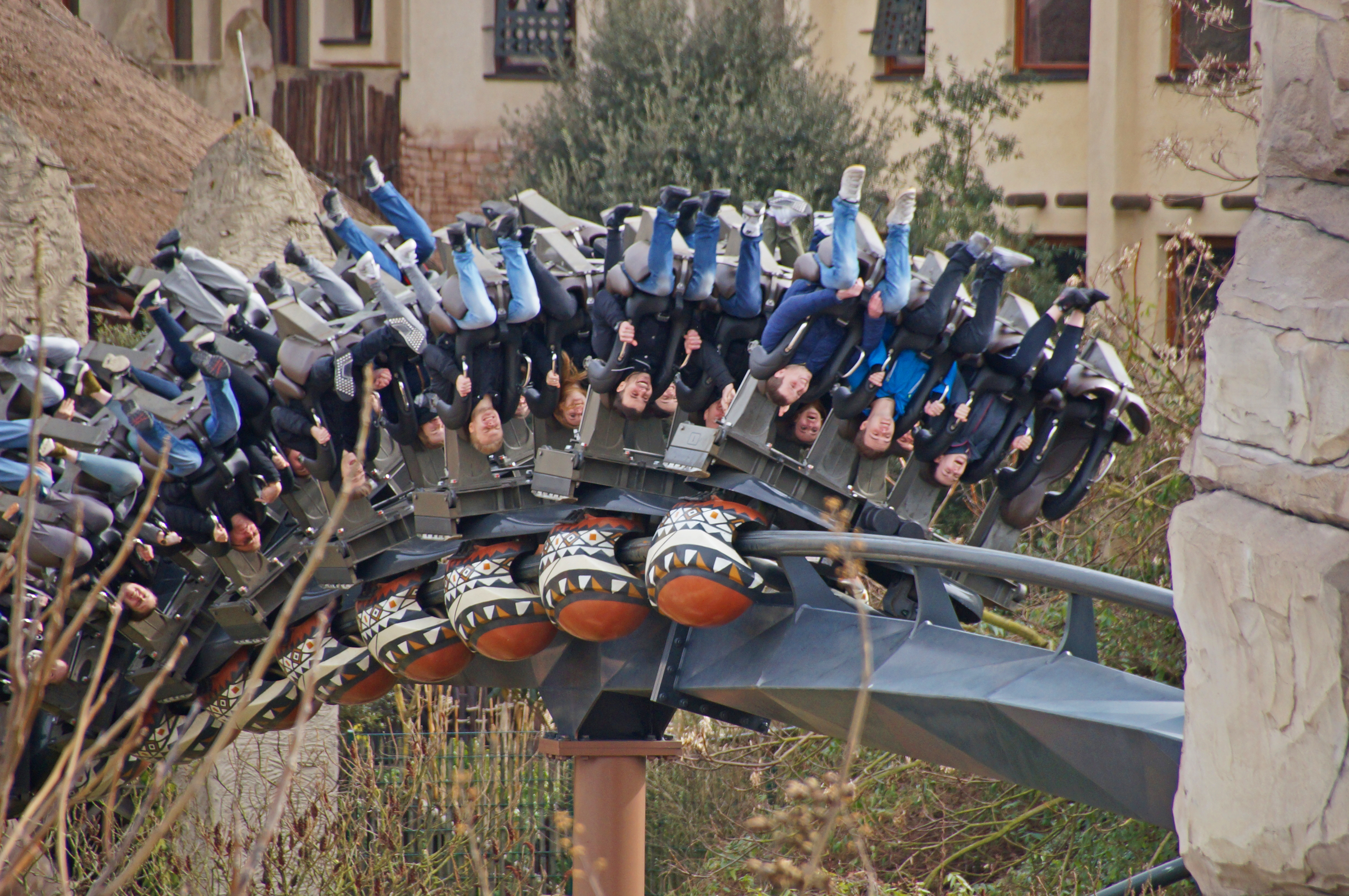
Zero-g-Roll bei Black Mamba im Phantasialand

Rollen sind Drehungen um eine imaginäre Achse, die horizontal und in Fahrtrichtung ausgerichtet ist. Sie existieren in verschiedenen Ausführungen, die sich in den meisten Fällen einer der folgenden Gruppen zuordnen lassen.
 Inline-TwistDer Inline-Twist ist eine Drehung um den Fahrweg. Er wird meist nur bei Achterbahnen verwendet, bei denen sich die Sitze unter (Inverted und Flying Coaster) oder neben (Furius Baco und Raptor) dem Fahrweg befinden, da bei normaler Sitzposition starke negative g-Kräfte entstehen.
 Heartline-RollBeim Durchfahren der Heartline-Roll werden die Fahrgäste einmal komplett um die Herzlinie gedreht. Dabei treten kurzzeitig negative g-Kräfte auf, die dem Fahrgast das Gefühl geben, er würde kopfüber aus dem Sitz fallen. Bei Standardachterbahnen muss das Gleis die Form eines kleinen Korkenziehers einnehmen, damit die gewünschte Wirkung erzielt werden kann. Auf der englischen Achterbahn Colossus findet man dieses Element gleich viermal hintereinander.
 Zero-g-RollDie Zero-g-Roll [ˈzɪərəʊ dʒiː rəʊl] ist eine Inversion, bei der der Körper schwerelos ist, also 0 (engl.: zero) g auf ihn einwirken. Man schwebt praktisch im Sitz. Die Streckenführung entspricht der einer Wurfparabel, jedoch wird kurz vor Erreichen des Scheitelpunktes eine Drehung um 360 Grad um die Längsachse eingeleitet. Dabei verläuft die Drehung so, dass die Inversion (180 Grad, die Fahrgäste sind mit dem Kopf nach unten orientiert) im Scheitelpunkt der Parabel erreicht wird. Der besondere Reiz dieser Fahrfigur besteht darin, dass der Fahrgast nach allen Richtungen 0g erfährt, obwohl er sich dabei einmal um die eigene Achse dreht. Der Pol (Mittelpunkt) der Drehung liegt dabei an der Position des Herzens der Passagiere. Häufig sind Zero-g-Rolls auf Bahnen des Schweizer Herstellers Bolliger & Mabillard (B&M) zu finden. Sie ist sowohl in Sitz-Achterbahnen als auch auf bodenlosen und Inverted Coastern einsetzbar.
 RevolutionEine Variante der Zero-g-Roll ist die Revolution, bei der zwar ebenfalls eine Wurfparabel durchfahren wird, allerdings im Scheitelpunkt nicht 0, sondern 0,1g herrschen. Dadurch werden die Fahrgäste noch minimal in den Sitz gedrückt. Diese Fahrfigur fand man zum Beispiel bei der transportablen Achterbahn Euro-Star.
 Zero-g-StallEine weitere Variante der Zero-g-Roll ist der Zero-g-Stall. Bei dieser verbleibt der Zug eine Weile lang in der Position, in der die Fahrgäste genau mit dem Kopf nach unten hängen, die Rotation also 180° beträgt. Erstmals wurde dieses Element auf Goliath in Six Flags Great America eingesetzt.

### Roll-over

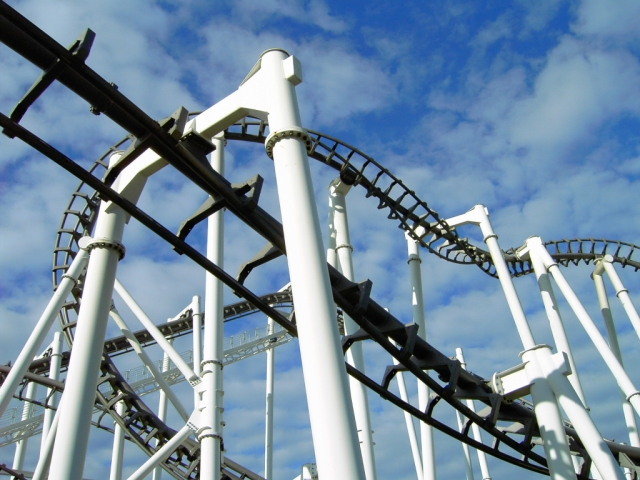
Roll-over bei einem Suspended Looping Coaster

Der Roll-over entspricht einem Looping, bei dem an der Spitze eine komplette Rolle eingeschoben ist und der damit eine Herzform hat. Teilweise wird auch die Sea-Serpent-Roll als Roll-over bezeichnet.

### Immelmann und Dive-Loop

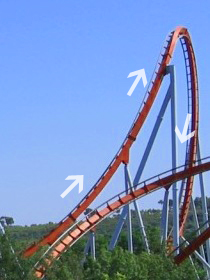
Dive-Loop bei Dragon Khan in PortAventura
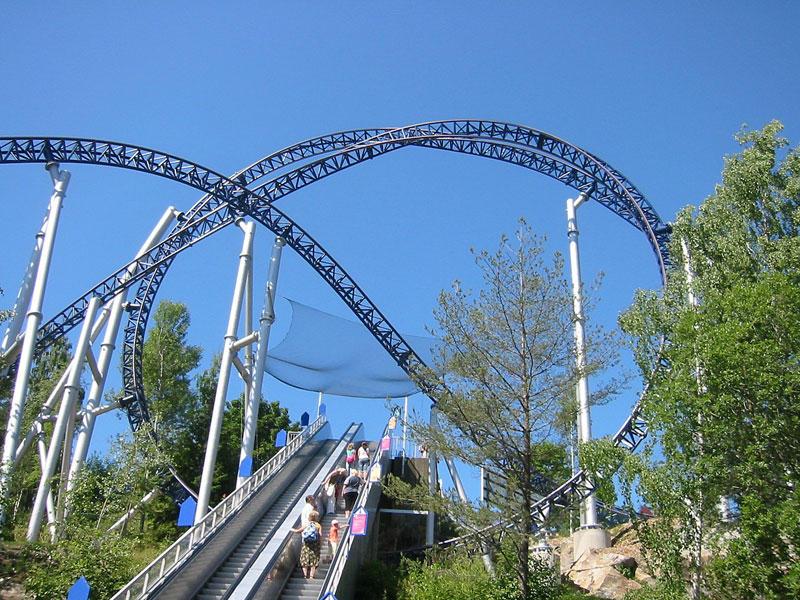
Norwegian Loop beim Speed Monster in TusenFryd

Beim auf der gleichnamigen Kunstflugfigur basierenden Immelmann (auch Immelmannkehre oder Immelmann-Loop genannt) fährt der Zug einen halben Looping aufwärts und direkt im Anschluss eine halbe Zero-g-Roll. Der Dive-Loop [ˈdaɪv lu:p] ist ein umgekehrter Immelmann, bei dem zuerst die halbe Zero-g-Roll und dann ein halber Looping abwärts durchfahren wird.
Dive-Loop und Immelmann gibt es auch in seitlich „gekippten“ Varianten, dem inclined Dive-Loop und dem inclined Immelmann. Beide sind weltweit jeweils nur einmal zu finden, als Hydra the Revenge im Freizeitpark Dorney Park & Wildwater Kingdom (USA) beziehungsweise als Black Mamba im Park Phantasialand (Deutschland). Der inclined Immelmann der Black Mamba zählt jedoch nicht zu den Inversionen, da seine Querneigung so groß ist, dass es nicht zum Überschlag kommt.
 Norwegian LoopEin umgedrehter Looping, bei dem die Ein- und Ausfahrt an der Spitze erfolgen. Das Element kann als Folge von Dive-Loop und Immelmann aufgefasst werden.
 Demonic KnotEin Norwegian Loop, der leicht zur Seite geneigt ist (inclined). Das Element kann als Folge von inclined Dive-Loop und inclined Immelmann verstanden werden und wurde bisher nur in Flug der Dämonen verbaut.

### Sidewinder und reverse Sidewinder

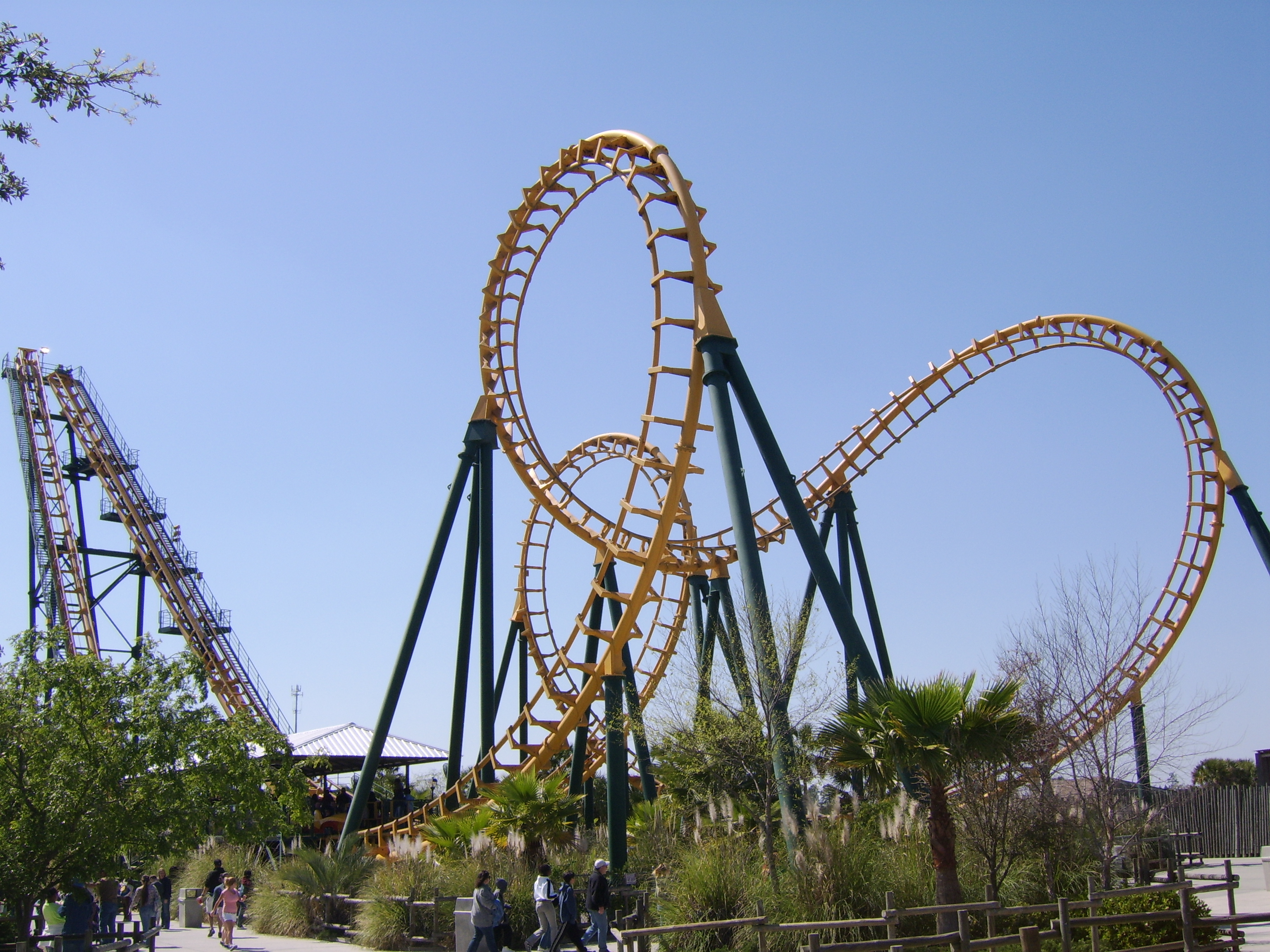
Cobra-Roll bei einem Boomerang

Beim Sidewinder wird zunächst ein halber Looping durchfahren. An dessen Scheitelpunkt, also wenn sich der Zug in Überkopflage befindet, schließt sich eine halbe Schraube an. Die Ausfahrt des Sidewinder liegt also 90° nach links oder rechts zur Einfahrt, der Zug fährt wieder in Normallage. Das Element reverse Sidewinder bezeichnet einen in umgekehrter Richtung durchfahrenen Sidewinder, also einen halben Korkenzieher, auf den ein halber Looping folgt. Sidewinder sind zum Beispiel beim Achterbahnmodell SLC (689 m Standard) des niederländischen Herstellers Vekoma zu finden.
 Cobra-RollBei der Cobra-Roll [ˈkəʊbrə rəʊl] fährt der Zug gleich zweimal über Kopf. Das Element sieht von der Seite aus wie der Kopf der namensgebenden Kobra. Die Cobra-Roll besteht aus einem Sidewinder (halber Looping, halber Korkenzieher) mit anschließendem reverse Sidewinder (halber Korkenzieher, halber Looping). Dabei wird der reverse Sidewinder gegenüber dem Sidewinder gespiegelt durchfahren, sodass ein 180°-Richtungswechsel stattfindet. Das Element ist besonders durch die Vekoma Shuttle Coaster Boomerang (Achterbahn) weit verbreitet.
 Sea-Serpent-Roll/ButterflyDie Sea-Serpent-Roll (engl. für „Seeschlange“) ähnelt in ihrem Verlauf der Cobra-Roll mit dem Unterschied, dass der reverse Sidewinder gegenüber dem Sidewinder nicht gespiegelt, sondern umgekehrt durchfahren wird. Daher besteht im Gegensatz zur Cobra-Roll kein Richtungswechsel, das heißt, der Zug verlässt das Element in dieselbe Richtung, in die er eingefahren ist. Teilweise wird die Sea-Serpent-Roll auch als Roll-over bezeichnet. Ein verwandtes Element, bei dem Ein- und Ausfahrt näher beieinander liegen, ist – wie im Fall der Achterbahn Goudurix – auch unter dem Namen Butterfly bekannt.
 BatwingDer Batwing (engl. für „Fledermausflügel“) besteht aus zwei Inversionen, und zwar einem reverse Sidewinder (halber Korkenzieher, halber Looping) mit anschließendem Sidewinder (halber Looping, halber Korkenzieher). Dabei wird der Sidewinder gegenüber dem reverse Sidewinder gespiegelt durchfahren, sodass ein 180°-Richtungswechsel stattfindet.
 Ein Batwing, bei dem sich die Ein- und Ausfahrtsschienen kreuzen, wird auf Grund seiner brezelähnlichen Form Pretzel-Knot (engl. für „Brezelknoten“) genannt. Das Element wurde bisher nur bei der inzwischen abgerissenen Achterbahn Moonsault Scramble im Fuji-Q Highland und bei Banshee in Kings Island verwendet.
 BowtieDer Bowtie (engl. für „Querbinder“) ähnelt in seinem Verlauf dem Batwing mit dem Unterschied, dass der Sidewinder gegenüber dem reverse Sidewinder nicht gespiegelt, sondern umgekehrt durchfahren wird. Daher besteht im Gegensatz zum Batwing kein Richtungswechsel, das heißt, der Zug verlässt das Element in dieselbe Richtung, in die er eingefahren ist. Das Element wurde bisher nur in Dragon Mountain im Marineland verbaut.

### Pretzel-Loop

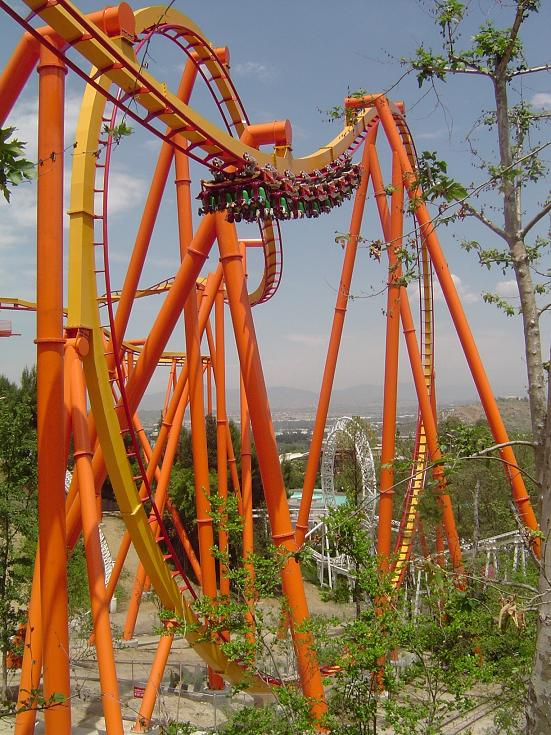
Pretzel-Loop bei Tatsu in Six Flags Magic Mountain

Der Pretzel-Loop ist eine bei Flying Coastern benutzte Inversion, bei der die Ein- und Ausfahrt an der Spitze auf dem Bauch liegend erfolgt und die Fahrer am tiefsten Punkt auf dem Rücken liegen. Der Name leitet sich vom brezelähnlichen Aussehen ab. Die Besonderheit dieses Elements besteht darin, dass es während der Durchfahrt zu einem Überschlag nach vorne kommt, was mit Ausnahme der 4th-Dimension-Coaster bei keiner anderen Art von Achterbahn realisierbar ist.

### Raven-Turn
Der Raven-Turn (engl. für „Rabenwende“) ist eine halbe Inversion. Sie sieht aus wie ein halber Looping gefolgt von einer Abfahrt, die in derselben Höhe in die Horizontale übergeht, wie die Inversion begonnen hat. Der Raven-Turn kann bisher nur auf flying Coaster oder 4D-Coaster eingesetzt werden.
Der allgemeine Ausdruck Raven-Turn bezeichnet jede Inversion, die dem oben genannten Design entspricht, jedoch gibt es zwei Arten des Raven-Turns. Angenommen, der Zug durchfährt zuerst den halben Looping, bezeichnet man das Element als Inside-Raven-Turn, wenn die Schienen unter dem Zug sind, wenn der Zug beginnt das Element zu befahren, während man von einem Outside-Raven-Turn spricht, wenn sich zum Beginn des Elements die Schienen über dem Zug befinden.

### Sky-Loop

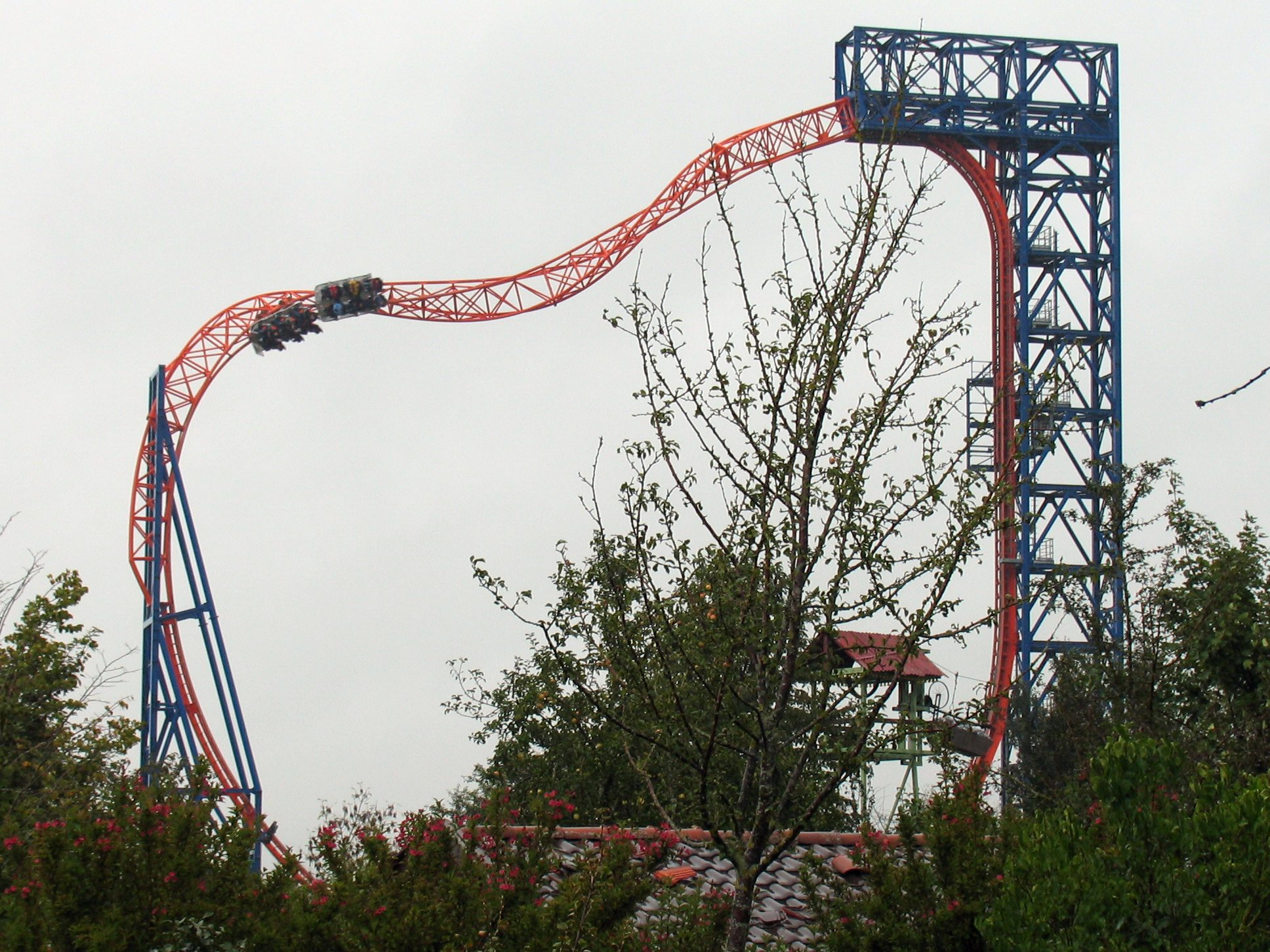
Sky-Loop beim Sky Wheel im Allgäu Skyline Park

Sky-Loop ist ein inoffizieller Name für die Kombination aus einem Humpty Bump Lift mit anschließender Heartline-Roll und einem halben Looping. Das Element wurde erstmals bei Sky Wheel eingesetzt und ist das einzige Element beim Achterbahnmodell X-Car-Coaster des Herstellers Maurer Rides.

### Übergeneigte Inversion
Bei einer übergeneigten Inversion (englisch: overbanked inversion) handelt es sich im Prinzip um eine übergeneigte Kurve, bei der die Querneigung 135° überschreitet. Bisher wurde dieses Element dreimal weltweit gebaut.

### Abweichende Herstellerbezeichnungen
Oft verwenden verschiedene Hersteller für das gleiche Element unterschiedliche Namen. Teilweise benutzt selbst ein und derselbe Hersteller mehrere Bezeichnungen in Abhängigkeit vom Modell.
| Element                  | Typ           | Arrow Dynamics   | Bolliger & Mabillard    | Giovanola          | Intamin                  | Pinfari   | Premier Rides  | Togo           | Vekoma            | Zamperla |
| ------------------------ | ------------- | ---------------- | ----------------------- | ------------------ | ------------------------ | --------- | -------------- | -------------- | ----------------- | -------- |
| Batwing                  | sitzend       | Boomerang        |                         |                    |                          |           |                |                | Double Sidewinder |          |
| Cobra-Roll               | inverted      |                  |                         |                    |                          |           |                |                | Boomerang         |          |
| Cobra-Roll               | sitzend       | Batwing          |                         |                    |                          |           |                |                | Boomerang         |          |
| Dive-Loop                | sitzend       |                  |                         |                    |                          |           |                | Twist and Dive |                   |          |
| doppelter Inline-Twist   | inverted      |                  |                         |                    |                          |           |                |                | Double Spin       |          |
| doppelter Korkenzieher   | inverted      |                  |                         | Double Spiral Turn |                          |           |                |                |                   |          |
| doppelter Korkenzieher   | sitzend       |                  | Double Wing Over        |                    |                          |           |                |                |                   |          |
| dreifache Heartline-Roll | sitzend       |                  |                         |                    | Triple Zero-G-Heart Roll |           |                |                |                   |          |
| Fly-to-Lie               | 4th Dimension | Turnover         |                         |                    |                          |           |                |                |                   |          |
| Fly-to-Lie               | flying        |                  | Flip                    |                    |                          |           |                |                | 180° Roll         |          |
| Heartline-Roll           | flying        |                  |                         |                    |                          |           |                |                |                   | Spiral   |
| Heartline-Roll           | inverted      |                  |                         |                    | Zero-G-Heart Roll        |           |                |                |                   |          |
| Heartline-Roll           | Pipeline      |                  |                         |                    | Spiral                   |           |                |                |                   |          |
| Heartline-Roll           | sitzend       |                  |                         |                    | Zero-G-Heart Roll        |           |                |                |                   |          |
| Immelman                 | sitzend       |                  |                         |                    | Cobra Loop               |           |                |                |                   |          |
| Inline-Twist             | flying        |                  | 360° In-Line Roll       |                    |                          |           |                |                | Corkscrew         |          |
| Inside-Top-Hat           | sitzend       |                  |                         |                    |                          |           | 180° Inversion |                |                   |          |
| Interlocking Corkscrews  | inverted      |                  | Interlocking Wing Overs |                    |                          |           |                |                |                   |          |
| Interlocking Corkscrews  | sitzend       |                  | Interlocking Flat Spins |                    |                          |           |                |                |                   |          |
| Korkenzieher             | flying        |                  | Flat Spin               |                    |                          |           |                |                |                   |          |
| Korkenzieher             | inverted      |                  | Wing Over               |                    | Spiral                   |           |                |                |                   |          |
| Korkenzieher             | sitzend       |                  | Flat Spin               |                    | Screw                    |           |                |                |                   |          |
| Korkenzieher             | stehend       |                  | Flat Spin               |                    |                          |           |                |                |                   |          |
| Lie-to-Fly               | 4th Dimension | Turnaround-twist |                         |                    |                          |           |                |                |                   |          |
| Lie-to-Fly               | flying        |                  | Flip                    |                    |                          |           |                |                | 180° Roll         |          |
| Roll-over                | inverted      |                  |                         |                    |                          | Corkscrew |                |                |                   |          |
| vierfache Heartline-Roll | sitzend       |                  |                         |                    | Quad Zero-G-Heart Roll   |           |                |                |                   |          |
| Zero-g-Roll              | inverted      |                  | Heartline Spin          | Looping Revolution |                          |           |                |                |                   |          |
| Zero-g-Roll              | sitzend       |                  | Camelback               |                    |                          |           |                |                |                   |          |
| Zero-g-Roll              | stehend       |                  |                         |                    | Revolution               |           |                |                |                   |          |

## Blockbremse

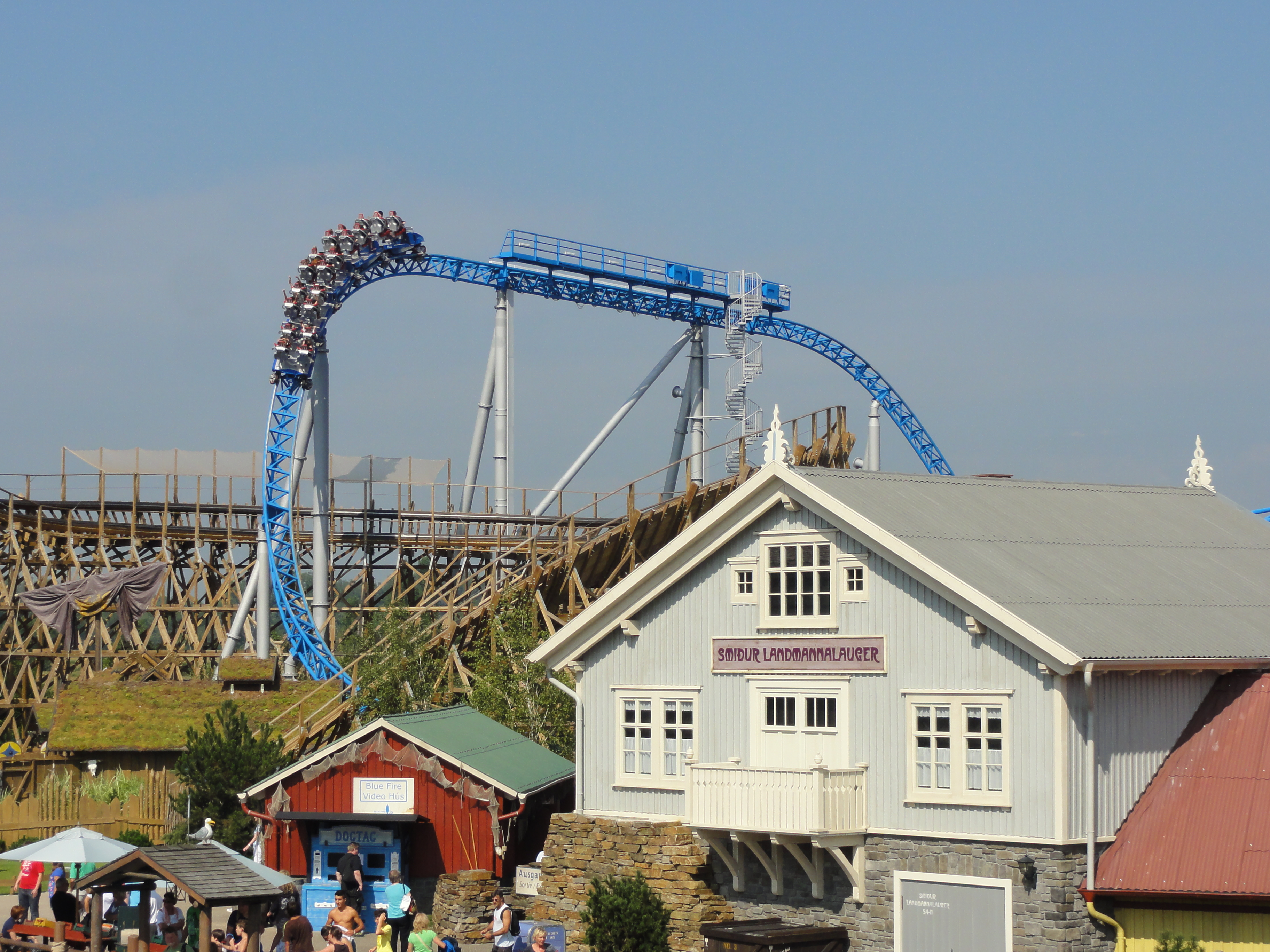
Blockbremse bei Blue Fire Megacoaster

Blockbremsen werden bei Achterbahnen verwendet, um Mehrzugbetrieb zu gewährleisten. Dabei hält die Blockbremse bei Bedarf den Zug komplett an, falls der darauffolgende Streckenabschnitt (siehe auch Zugfolgeabschnitt) noch nicht freigegeben ist, z. B. weil sich auf diesem noch ein weiterer Achterbahnzug befindet. Außerdem kann die Blockbremse auch dafür benutzt werden, die Geschwindigkeit des Zuges zu reduzieren, falls dieser zu schnell ist.

## Rückhaltesysteme
Üblicherweise haben Achterbahnen mit Inversionen umfangreichere Rückhaltevorrichtungen als Modelle, die nicht über Kopf gehen, um den Fahrgast vor dem Herausfallen zu schützen. In den meisten Fällen handelt es sich um Schulterbügel, die zusätzlich auch ungesunde Verdrehungen des Körpers verhindern sollen, bei vielen Fahrgästen aber wegen der mangelnden Bewegungsfreiheit unbeliebt sind, und weil auf etwas unsanfter fahrenden Achterbahnen der Kopf gegen den Schulterbügel schlägt.
Der Grad der notwendigen Sicherung hängt auch von der Art der Inversion ab. Der klassische Vertikallooping wird im Allgemeinen auch mit einem reinen Beckenbügel gefahrlos durchfahren, weil der Fahrgast durch die Zentrifugalkraft im Sitz gehalten wird. Diese ist vor allem bei älteren Schwarzkopf-Bahnen wie Nessie im Hansa-Park der Fall. Bei ausgefalleneren Inversionen kommen dagegen neu entwickelte Rückhaltesysteme zum Einsatz, die erstmals von Maurer Söhne bei ihren X-Cars wie dem Sky Wheel eingesetzt wurden. Infolgedessen entwickelten auch andere Hersteller solche Rückhaltesysteme, wie SunKid Amusement Technologie GmbH für den Boomerang im Wiener Prater sowie Mack Rides beim Blue Fire Megacoaster.

## Weichen

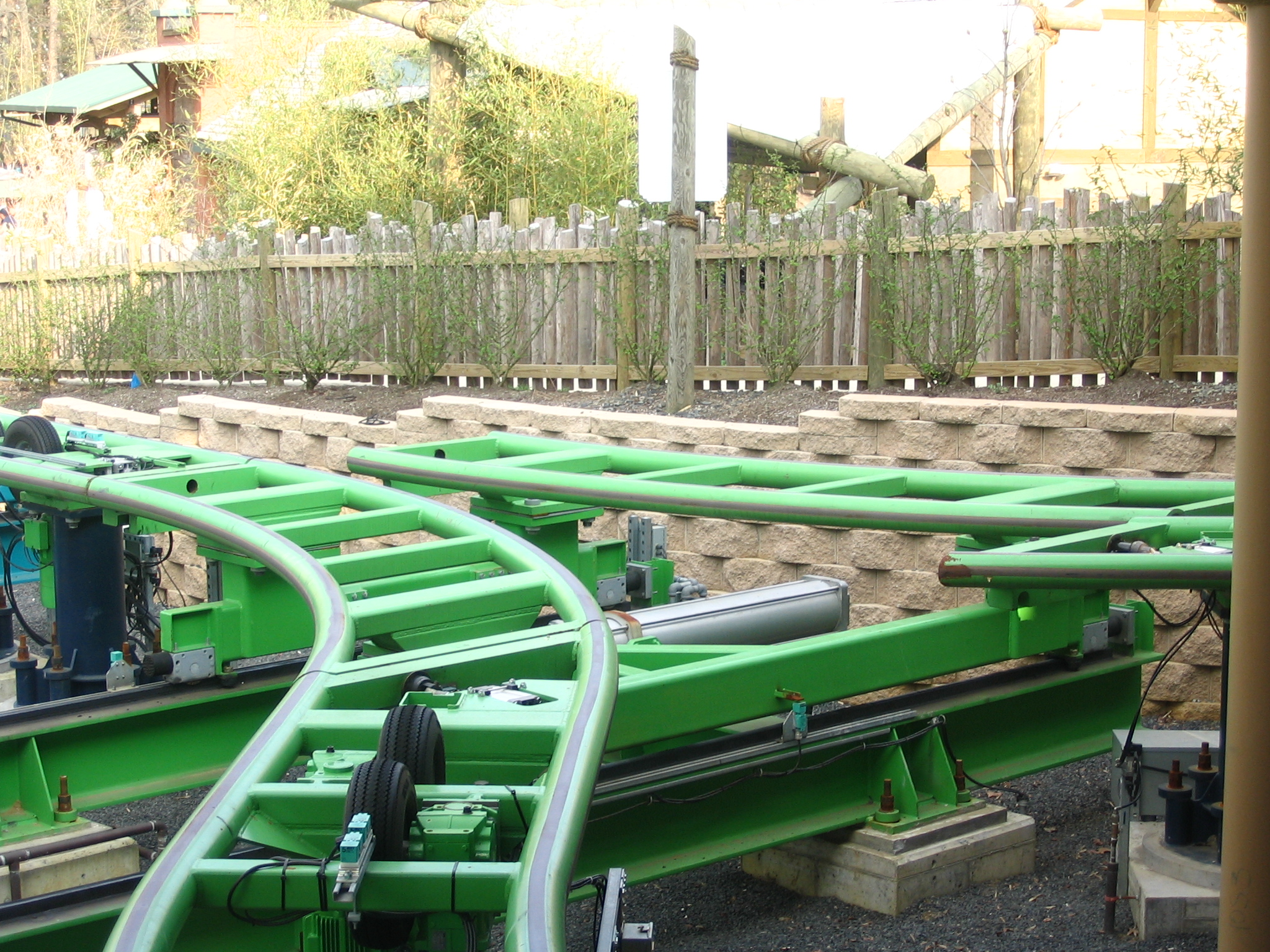
Weiche der Achterbahn Kingda Ka

Weichen werden bei Achterbahnen meistens vor und nach einer Doppelladestation eingesetzt, um den Fahrweg auf zwei Gleise aufzuteilen bzw. wieder zu einem zusammenzuführen. Üblicherweise werden sie nach Passieren jedes Wagens oder Zuges umgestellt, sodass jedes Gleis gleich ausgelastet ist. Wegen der zusätzlichen, von der Seite oder von unten gegen den Fahrweg drückenden Führungsräder sind Weichen bei Achterbahnen nur in Form von Schleppweichen, Drehweichen (siehe auch Gleiswender) oder vergleichbaren Konstruktionen möglich. Auch Drehscheiben – obgleich keine Weichen im engeren Sinne – werden für diese Zwecke eingesetzt.
Da die Unterbrechung der Fahrschienen ein besonderes Sicherheitsrisiko darstellt und auf die betreffenden Teile hohe Belastungen einwirken, werden Weichen oft mit sehr geringer Geschwindigkeit und unter Kontrolle vieler Näherungsschalter durchfahren. Eine Ausnahme ist z. B. die Drehweiche von FirleFranz, die mit der Maximalgeschwindigkeit dieser Bahn (47 km/h) durchfahren wird. Bei Voltron wird der Zug in der Mitte der Strecke, aus dem Stand, von einer Drehscheibe per LSM Launch zuerst rückwärts beschleunigt, um dann die Drehscheibe erneut mit LSM Boost zu durchfahren. 

## Verschiebegleis
Das Verschiebegleis wird bei Achterbahnen zumeist verwendet, um die Züge von der Strecke zu den Abstellgleisen zu befördern. Dabei wird ein Schienenstück von der Länge eines Zuges genau wie bei den Weichen bewegt, jedoch ist der Rundkurs der Bahn damit unterbrochen. So können Züge hinzugefügt oder herausgenommen werden, indem sie auf das Verschiebegleis gefahren werden und mit dem Gleis auf die gewünschte Position bewegt werden. Daneben gibt es auch Bahnen, die das Verschiebegleis als Teil des normalen Fahrtablaufes verwenden, wie zum Beispiel Shuttle Coaster, welche mehr als einen Zug verwenden (z. B. Mr. Freeze Reverse Blast im Six Flags St. Louis und Six Flags Over Texas), oder Bahnen mit mehrfach durchfahrenem Launch (z. B. Star Trek: Operation Enterprise im Movie Park Germany).